# Casa Batlló

La Casa Batlló és un edifici modernista situat al passeig de Gràcia de Barcelona, 43 de Barcelona, a l'anomenada Illa de la Discòrdia, declarat bé cultural d'interès nacional i Patrimoni de la Humanitat. Va ser un encàrrec de l'empresari tèxtil Josep Batlló i Casanovas a l'arquitecte Antoni Gaudí, entre 1904 i 1907. En la construcció va col·laborar amb els arquitectes Josep Maria Jujol i Joan Rubió i Bellver per a fer la façana, amb els artesans de la forja els germans Badia, els fusters Casas i Bardés, el ceramista Sebastià Ribó i Josep Pelegrí (realitzador dels vitralls). En paraules de l'expert en Gaudí Joan Bassegoda i Nonell:
| « | […] és un somriure arquitectònic, d'una explosió de plaer compositiu de qui es troba en ple domini del seu propi i personal estil, que li permet deslligar-se de tota imitació o de tota escola contemporània o històrica. | » |

## Història

### Edifici anterior

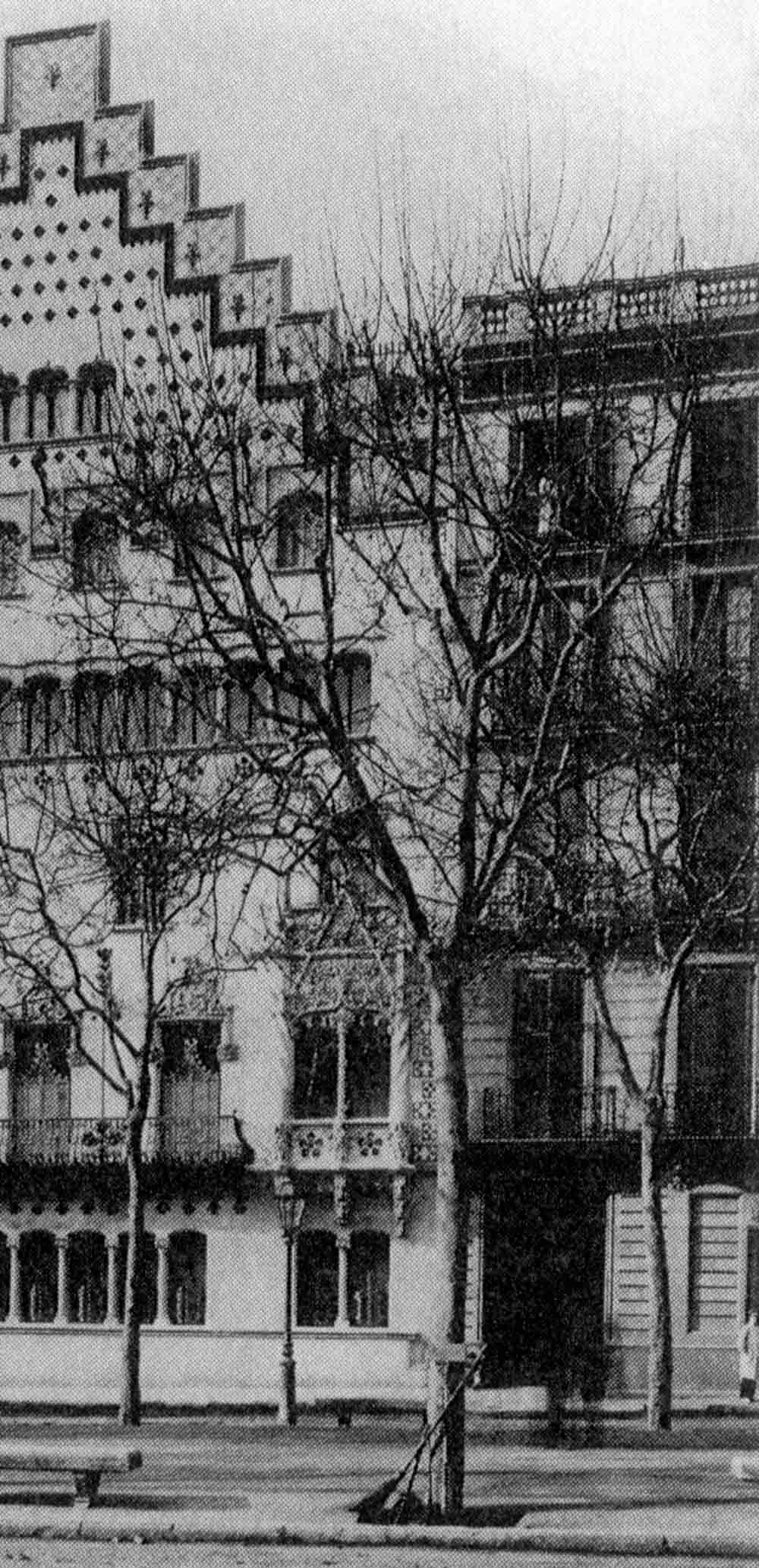
Vista parcial de l'edifici (dreta) abans de la reforma junt amb la casa Amatller, cap al 1904

La casa Batlló és el resultat de la reforma total de la casa de Lluís Sala i Sánchez, un edifici eclèctic l'any 1875 per l'arquitecte Emili Sala i Cortés, que també va construir la casa d'Emília Adrià, just al costat, a la cantonada amb el carrer d'Aragó. Obres seves són la casa Elizalde i la casa Emília Carles (actual hotel Ducs de Bergara), així com destacades mansions d'estiueig a la Garriga. Va estar relacionat amb Gaudí quan va ser professor seu a l'Escola Tècnica Superior d'Arquitectura de Barcelona i també perquè l'havia contractat ocasionalment com a delineant.

### Projecte de reforma

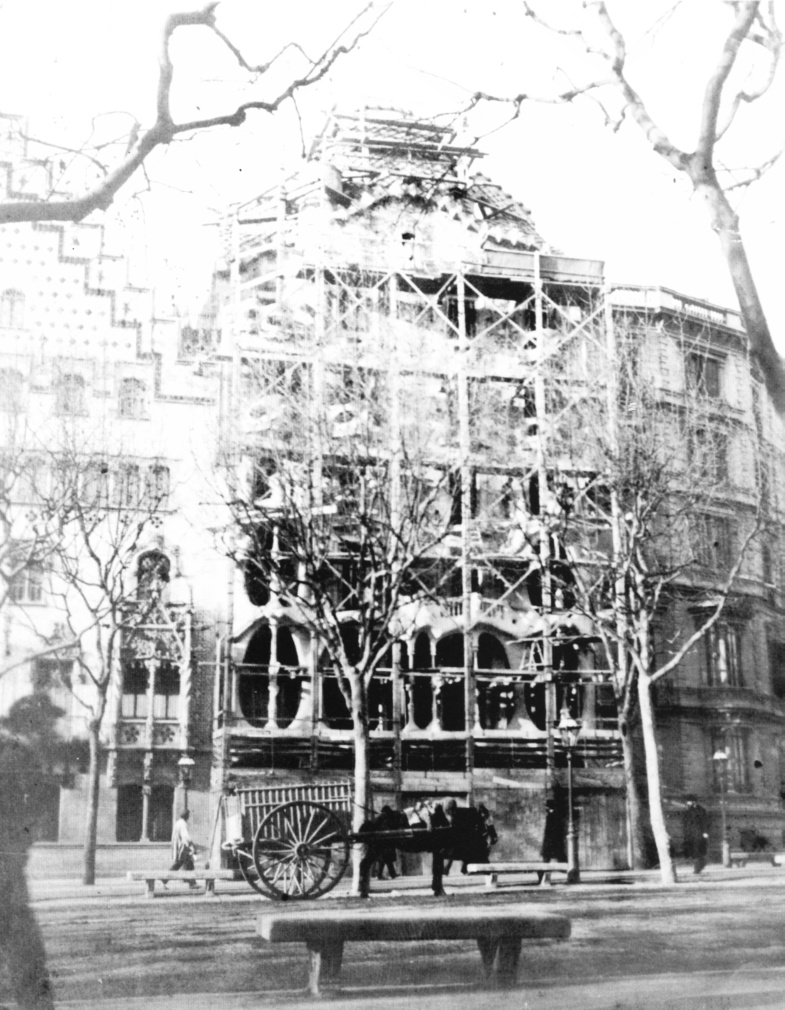
L'edifici en fase de construcció, en una foto de Domènec Sugrañes

L'any 1900, la finca va ser adquirida per l'industrial tèxtil Josep Batlló i Casanovas, casat amb Amàlia Godó i Belaunzaran, que varen presentar la sol·licitud de llicència el 7 de novembre de 1904. La idea inicial era enderrocar l'edifici i fer-ne un de nou, però Gaudí va convèncer Batlló de mantenir-lo i reformar només la façana. Finalment, la intervenció va anar força més enllà, ja que va suposar una important reorganització dels espais, amb més ventilació i il·luminació natural, dos pisos afegits i la remodelació de les golfes i el terrat. Aquesta transformació va fer passar dels 21 m d'alçada i 3.100 m² a l'ocupació actual amb un total de 4.300 m² amb 450 m² de superfície per planta, una alçada de 32 m i 14,5 m d'amplada. Gaudí va substituir-ne integralment la planta baixa i el primer pis per una estructura de pedra de Montjuïc amb formes ondulades. La resta va ser repicada per donar-li una forma ondulada en sentit vertical.

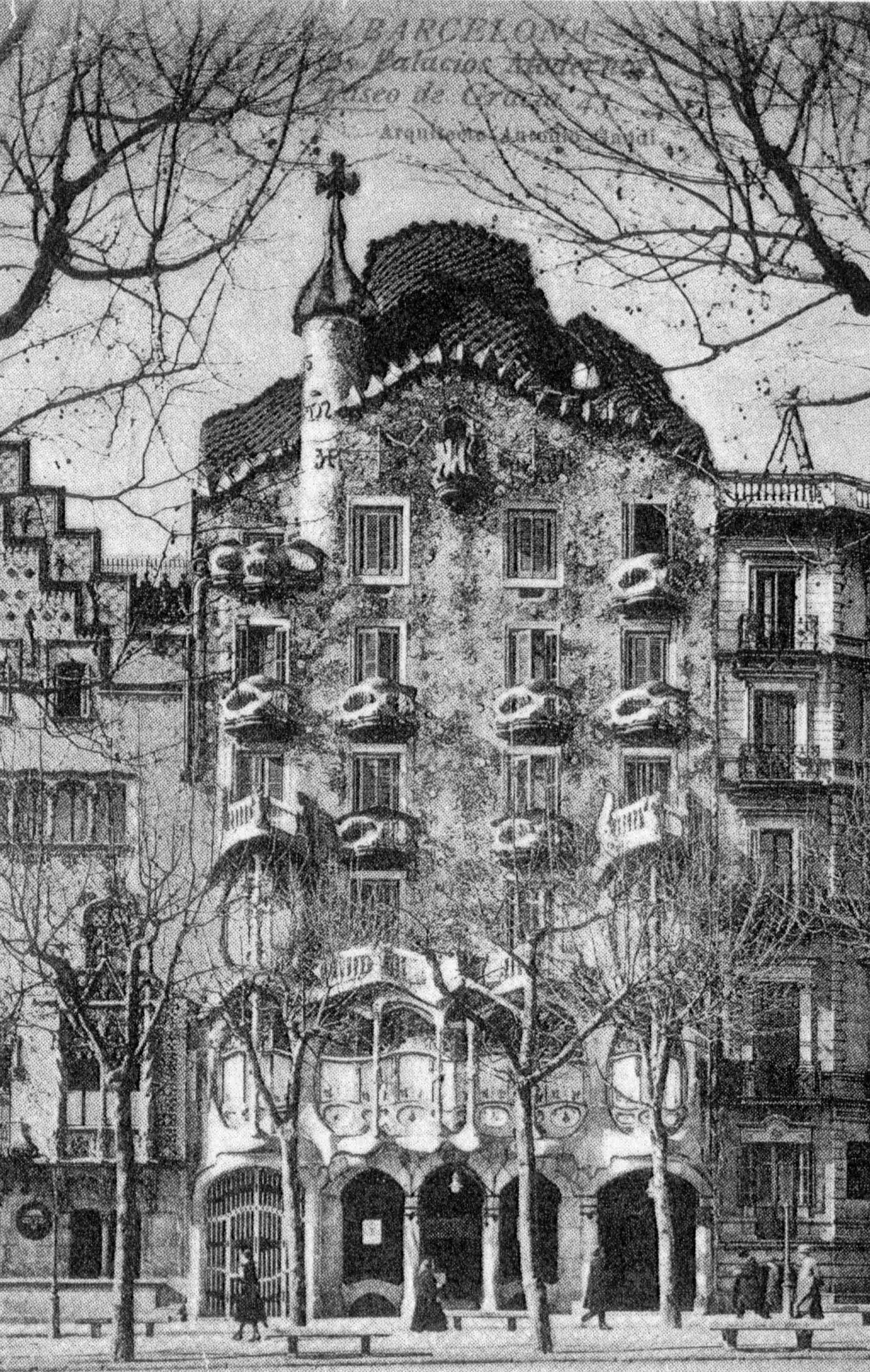
Gaudí va ajustar-ne el coronament per anar a buscar les diferents alçades dels edificis veïns

Per al seu projecte, l'arquitecte va fer alguns plànols, però la seva fórmula de concepció es va materialitzar amb una maqueta de guix que va crear amb les seves pròpies mans fins a obtenir les formes sinuoses de la façana, un mitjà per explicar la seva visió molt més pràctica que els plànols.
El costat esquerre del darrer pis està reculat, el que crea una asimetria respecte del costat dret, molt més escairat. Gaudí va decidir bescanviar una habitació del darrer pis per una terrassa per crear un espai especular amb l'esglaonat de la Casa Amatller. El constructor Josep Bayó va narrar les paraules de Gaudí: «No farem el que pensava per no desmillorar el que hi ha al costat, del que en gaudirem també nosaltres. Aquí una torre, allà una tribuna…». Per la banda dreta va portar el perfil del coronament fins a trobar la teulada de l'edifici veí (també de l'arquitecte Emili Sala i Cortés), més alt que el de l'esquerra. Lamentablement, als anys 1960, a aquest edifici se li va fer una remunta molt poc respectuosa amb la casa Batlló.
El projecte va ser fortament qüestionat per les autoritats municipals de l'època i l'Ajuntament de Barcelona, l'abril de 1906, és a dir, dos anys més tard de la sol·licitud de la llicència, va ordenar interrompre els treballs «per no tenir permís». Lluny d'aturar les obres, pràcticament acabades, els propietaris varen respondre al cap de poc amb la sol·licitud del permís per llogar els pisos. Fins i tot amb la reforma enllestida, l'Ajuntament no li va concedir el permís d'obres fins a set anys més tard, el 18 de febrer de 1913. No va acabar aquí l'enfrontament amb les autoritats, ja que Josep Batlló no va liquidar la contribució a Hisenda fins al 1920 perquè discrepava amb la valoració feta pels tècnics del ministeri i va encarregar una contra-valoració a l'arquitecte Bonaventura Bassegoda i Amigó, que va fer una descripció de l'edifici justificant un cost inferior, ja que tot i ser ostentosa, el cost de l'obra havia estat baix gràcies al valor dels materials emprats.
Quan la casa era pràcticament acabada, Pere Milà va visitar Josep Batlló i Casanovas, soci del seu pare en una fàbrica de cànem, va coincidir amb Gaudí i li va assegurar que la propera obra la faria per a ell.

### Col·laboradors
Gaudí va comptar amb els seus arquitectes auxiliars que ja col·laboraven amb ell a la Sagrada Família, en Francesc Berenguer i Mestres (1866-1914), el seu ajudant immediat, i Domènec Sugrañes i Gras (1879-1938) i Josep Canaleta i Cuadras (1875-1950), que varen ser els redactors del projecte. També va comptar amb la col·laboració dels escultors Josep Llimona i Bruguera, que va realitzar les figures de l'oratori, Carles Mani i Roig, que va fer el Crist crucificat també per l'oratori; Joan Matamala i Flotats va realitzar els treballs en pedra de la façana i Joan Beltran n'era l'escultor modelista.
La participació de Josep Maria Jujol com ajudant de Gaudí es concreta en el disseny de les portes de fusta i altres elements decoratius del primer pis i les pintures de la capella. Per a la capella també va realitzar, en un petit taller que tenia a la casa Milà, uns canelobres en fang. Amb tot, la intervenció més important va ser el disseny de la superfície policroma de la part central de la façana.
El mestre d'obres va ser Josep Bayó i Font, que havia contractat per primer cop per a fer el Primer Misteri de Glòria de Montserrat i que posteriorment seria també el constructor de la casa Milà. En aquesta obra va col·laborar el seu germà Jaume, un arquitecte que havia treballat amb Domènech i Montaner, que era l'autor de la casa Baurier al carrer d'Iradier de Barcelona.
La fusteria va anar a càrrec del taller d'ebenistes Casas i Bardés, que varen realitzar les elaborades portes i finestrals del pis principal i la molt complexa escala principal que, pràcticament, es va construir in situ i va ser «ajustada» per Gaudí diverses vegades. L'execució del mobiliari dissenyat per Gaudí també és obra d'aquests artistes. Tot i que és evident la seva durabilitat, el cost d'aquesta partida devia ser considerable, ja que quan varen intervenir a la casa Milà, després de fer dues portes, en conèixer el preu, la senyora Roser Segimon va decidir que no se'n farien més d'aquesta qualitat.
Els treballs de forja en reixes i balcons varen ser realitzats pels germans Lluís i Josep Badia i Miarnau. Els germans Badia varen fer treballs molt destacats de les obres de Gaudí, com l'espectacular porta del Palau Güell i els balcons de la casa Milà.
Sebastià Ribó va realitzar les grans peces ceràmiques del carener i les rajoles blaves col·locades com escates a la façana, seguint la tècnica d'engalbar, a més de fer una barreja del fang amb el vernís. Tenia el seu taller al carrer Dos de Maig. La ceràmica seriada es va realitzar a la Fàbrica Pujol i Bausis. La cuculla i la creu que remata la torre va ser realitzada a la fàbrica La Roqueta de Santa Catalina de Palma.
Els vidres trencats fets servir a la façana varen ser subministrats de franc pels Tallers Pelegrí, que estaven a la Gran Via, prop de la plaça Espanya. Varen ser els mateixos artesans responsables de la realització dels vitralls emplomats interiors de l'edifici, tant a les parts altes de les portes com al gran finestral del pis principal amb vidres poligonals i peces circulars i amb volum de colors intensos.

### Propietaris i activitats comercials
L'edifici respon al model de «casa de renda» pensada per viure els amos al principal amb llogaters a la resta de plantes, una fórmula que es va aplicar a bona part de l'arquitectura d'aquesta part de la «nova ciutat» a final del segle xix. El permís per a poder llogar els pisos va ser presentat a l'Ajuntament de Barcelona el 13 d'octubre de 1906, data que es donen per acabades les obres.

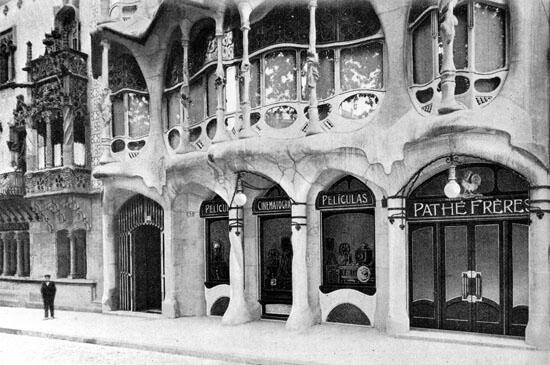
La botiga Pathé Frères el 1907

Quan el 1905 la firma cinematogràfica francesa Pathé Frères va decidir instal·lar-se a Barcelona, va triar els baixos de la casa Batlló. La fotografia era una de les noves tecnologies en auge, junt amb el telèfon, tal com Domènech i Montaner va voler destacar a les escultures del pis principal de la casa Lleó Morera. A més, el desplaçament de les classes benestants cap a l'Eixample havia canviat la centralitat de l'activitat a Barcelona i els famosos fotògrafs s'havien traslladat al passeig de Gràcia: Antoni Esplugas s'havia traslladat al número 25 des de la seva antiga ubicació a la plaça del Teatre, i Pau Audouard havia anat a la veïna casa Lleó i Morera, amb una gran inauguració del seu estudi el 6 de juliol de 1905. Així, la distribuïdora d'un producte tan innovador com el cinematògraf va optar per instal·lar-se en un lloc destacat i molt a prop dels seus clients potencials. La firma va continuar en aquestes instal·lacions fins al 1921.
A partir del 1922 es va instal·lar a la planta baixa el local de queviures Martignole, propietat d'Emili i Margarida Martignole. L'establiment tenia la seu central al carrer dels Escudellers, 10, on sota el nom de «El Colmado» s'havia fundat el negoci el 1810. El 1849 va passar a ser regentat pel gendre del fundador, l'Émile Martignole, un francès originari de Cavanac prop de Carcassona, que va ser president de la Cámara francesa de Comercio de Barcelona i que va morir el 1905, deixant el negoci a dos dels seus cinc fills. L'Émile incorporaria novetats en el negoci i el local havia passat de ser un colmado, on hi havia de tot una mica —conserves, vins i licors, medecines—, a ser una botiga de delicatessen, principal proveïdor de la burgesia gràcies als vins i altres productes d'importació, com el «formatge de carn» neerlandès. A finals del segle xix, la inquietud i professionalitat de Martignole li havia portat a crear i patentar una gelatina de carn i de gallina que va esdevenir un producte bàsic per a l'alimentació de malalts, que va arribar a la seva màxima popularitat durant l'epidèmia de grip de 1918. Aprofitant l'esnobisme de la seva clientela, el local va recuperar el francès del seu impulsor i va passar a anunciar-se com aMaison d'alimentation Martignole. El 1930, un cop consolidada la botiga ubicada als baixos de la casa Batlló, varen tancar el local original del carrer dels Escudellers. El negoci va desaparèixer poc abans de la Guerra Civil espanyola per les desavinences amb la patent de la gelatina entre Emili, que l'havia renovat el 1914, i el marit de la seva germana Margarida, Émile Berthelier, que dirigia el comerç. Amb tot, la «Gelatina Martignole» es va continuar fabricant fins a la segona meitat del segle xx distribuït pels laboratoris Vidal Ribas SL.
Entre 1930 i la fi del segle xx varen estar instal·lats al quart pis els Laboratoris Roca de Viñals, dedicats a les anàlisis clíniques. Cap als anys 1980 estaven regentats pel doctor Alfons Vidal-Ribas i Cadira, net d'Emili Vidal-Ribas i Güell, germà de Maria Teresa Vidal-Ribas i Güell, casada amb el fill gran de Josep Batlló i Casanovas. El 22 de febrer de 1942, la companyia Producciones y distribuciones Chamartín, dedicada a la distribució de pel·lícules (fonamentalment de producció espanyola de la postguerra), es va instal·lar al pis principal, on tenia la seva factoria de dibuixos animats. L'any 1958 es va traslladar al carrer de Mallorca, 213.
L'1 de gener de 1940 va obrir a la planta baixa la Galeria d'art SYRA (fins aleshores al carrer de la Diputació, 262), propietat de Montserrat Isern i decorada per Alexandre Cirici i transformada per l'arquitecte Pere Ricart i Biot. Va existir fins a la fi dels anys 1980, després de la mort de la seva propietària el 9 de juliol del 1986. Hi van exposar artistes com Josep Amat, Pere Daura, Grau Sala, Joaquim Sunyer, Francesc Gimeno, Josep Granyer i Giralt, Rafael Benet i Vancells o Josep Guinovart, que va fer aquí la seva primera exposició. La sensibilitat de Montserrat Isern va ser una finestra per a pintores com Àngels Santos, Olga Sacharoff o Soledad Martínez.
El 1940, després de la Guerra Civil espanyola, durant la qual va ser confiscada i la família se'n va anar a Itàlia, va morir Amàlia Godó, i la casa Batlló va passar a les seves filles Mercè i Carme, que el 1954 la van vendre a la Sociedad Iberia de Seguros. Aquesta el va fer servir com a seu social i a la dècada del 1960 hi va fer algunes restauracions amb la neteja de la façana principal, incloent els elements de pedra de Montjuïc.
L'any 1989 es va iniciar un llarg procés de venda a partir d'una oferta de 10.000 milions de pessetes (≈ 60,1 milions d'euros) del banc japonès Sumittomo, que es va acabar frustrant. L'any 1991, el president de l'asseguradora, Enric Bernat, conegut per ser el propietari de Chupa Chups, va confiar a Sotheby's l'operació de venda amb un preu de sortida de 10.000 milions de pessetes, i un any més tard, i a causa de l'alt preu i la crisi del sector immobiliari, encara continuava en venda. Bernat va comprar un 22,5% de l'asseguradora Iberia i prengué el control total de la companyia l'estiu del 1992. Finalment, davant de la falta de compradors i les dificultats econòmiques per les quals passava l'asseguradora, va ser la mateixa família Bernat qui va adquirir l'edifici per 3.600 milions de pessetes (≈ 21,6 milions d'euros), i en l'actualitat, en continuen sent propietaris.

### Restauracions
L'any 1981, en ocasió de la celebració del 75è aniversari de la inauguració, es van restaurar les golfes i es va recuperar l'espai interior, que s'havien degradat per manca d'ús, i havia esdevingut una mera cambra dels mals endreços sense importància. Es van recuperar les formes originals dels arcs, el seu color blanc i es va instal·lar una il·luminació que realçava les formes i donava valor estètic a un espai creat per atendre funcions domèstiques. L'obra, acabada el març de 1981, va incloure el canvi del paviment reaprofitant peces de mosaic recuperades dels pisos a la reforma de Gaudí de 1904.

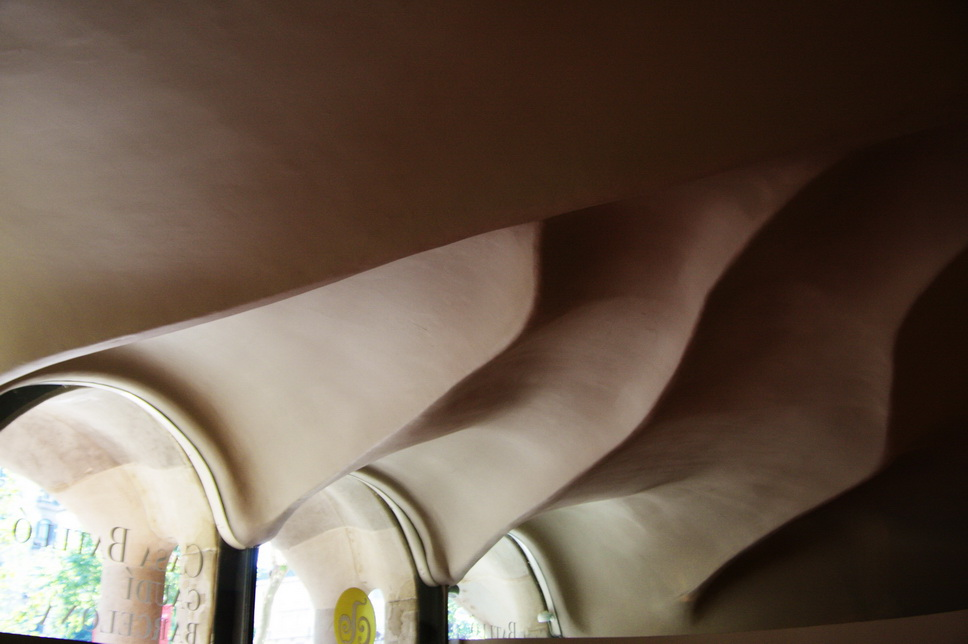
Voltes al sostre de la planta baixa

L'any 1983 es varen restaurar les baranes dels balcons recuperant el seu color marfil original que havia estat recobert de color negre. El canvi, tot i ser més respectuós amb l'original, va generar sorpresa després de tants anys amb el color afegit. A partir de 1989, es reforçaren les estructures, fonaments encara de l'edifici original, es recuperà la planta baixa i totes les claraboies que permeten l'entrada de llum natural al soterrani i planta baixa. Es decorà el sostre amb unes ondulacions jujolianes resultat de refer les voltes per alinear-les amb la projecció solar sobre la façana i així aprofitar millor la llum. Es construí una escala que uneix els espais dedicats a salons de la planta baixa i del soterrani. Es restaurà la façana posterior, netejant i repassant tota la decoració de trencadís i es restaura la terrassa del pis principal: paviment hidràulic, reixes i paret del fons amb les jardineres ceràmiques. El 1992 es varen restituir les portes exteriors de la planta baixa i es va tractar el paviment del terrat i el trencadís de les xemeneies.
Des de 1987, la Casa Batlló va ser restaurada per l'equip d'arquitectura de Josep Maria Botey, que es va desvincular de l'obra el 1994 per no estar d'acord amb algunes propostes dels nous propietaris, la família Bernat. Segons l'arquitecte, no es va acceptar fer la restauració amb criteri museístic, és a dir, diferenciant perceptiblement l'obra original de l'afegida o simulada. Quan aquest va abandonar el projecte, la interiorista Nina Bernat va encarregar la continuació de les obres a Joan Bassegoda i Nonell, director de la Càtedra Gaudí.

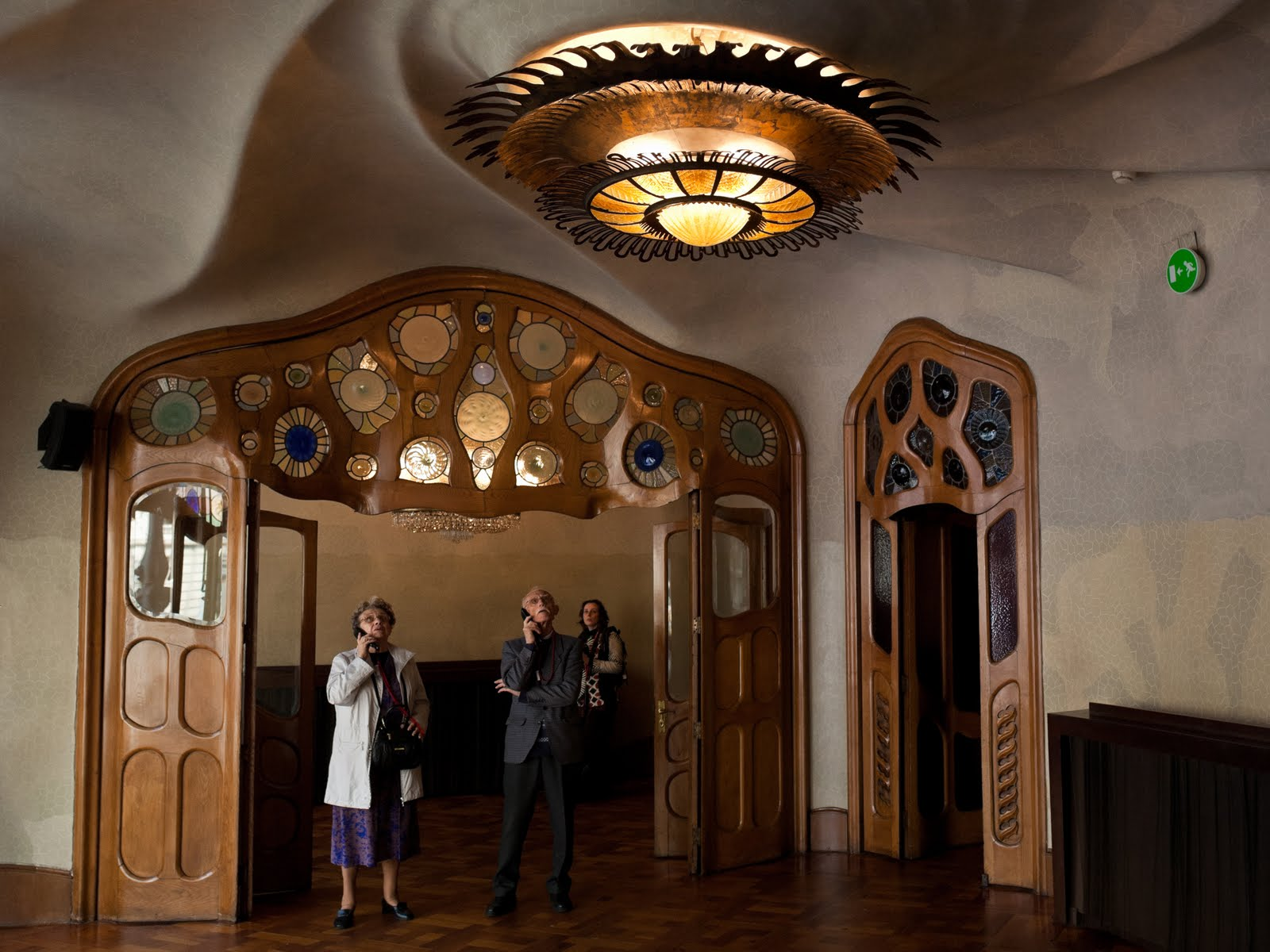
Visita amb audioguies

Des del 1998 es va restaurar totalment la primera planta, reforçant l'estructura del terra, canviant els bigams de fusta deteriorats de l'edifici original de 1875 que havien estat reciclats per Gaudí, una intervenció que, lògicament, va comportar restaurar el sostre del pis noble. El 1999 es va restaurar l'ascensor a càrrec de Joan Bassegoda Nonell amb la col·laboració de Bibiana Sciortino i Mario Andruet, i es va fer una consolidació de la façana, que presentava zones amb risc de despreniments. A partir de l'any 2000, i en preparació per a la celebració de l'any Gaudí 2002, se'n va realitzar una restauració intensa amb la recuperació de vidres i trencadís, es van regenerar juntes mancades de morter i es va fer un tractament fungicida. Els balcons, la fusteria i les peces ceràmiques rodones trencades varen ser revisades i arreglades. També es va aplicar un tractament hidròfug a la pedra sorrenca de Montjuïc i es van reproduir els colors originals or i vainilla dels barrots i de la base dels balcons. Els patis interiors es varen repassar i netejar, canviant alguna peça trencada; es va restaurar la fusteria dels buits que donen als patis, així com les portes i espiells de les portes d'entrada als pisos.
Després de l'Any Internacional Gaudí 2002, s'ha continuat amb l'esforç de recuperació de les golfes, el terrat i les xemeneies on, el 1981, ja s'havia intervingut per a netejar-les i consolidar-les. En aquesta actuació es restituiren els paviments hidràulics, es recuperà tota la fusteria i es repassà el terrat superior.

### Ús actual
| Imatge de l'espectacle           | Imatge de l'espectacle |
| Imatge de l'espectacle           | Imatge de l'espectacle |
| Imatges de l'espectacle del 2012 |                        |

L'any 1995 s'inaugurà la reforma que convertí 1.830 m² (soterrani, plantes baixa i primera) en un espai disponible per a actes socials. La casa està oberta a les visites des del 19 de març de 2002 coincidint amb l'any Gaudí. A mesura que s'hi han restaurat nous espais —com les golfes o el terrat—, aquests s'han incorporat a la visita i actualment es pot recórrer gairebé la totalitat de l'edifici (pis noble, terrassa posterior, primer pis, golfes, terrat, etc.), llevat dels pisos superiors que estan habitats o ocupats per oficines de la societat que la regenta.

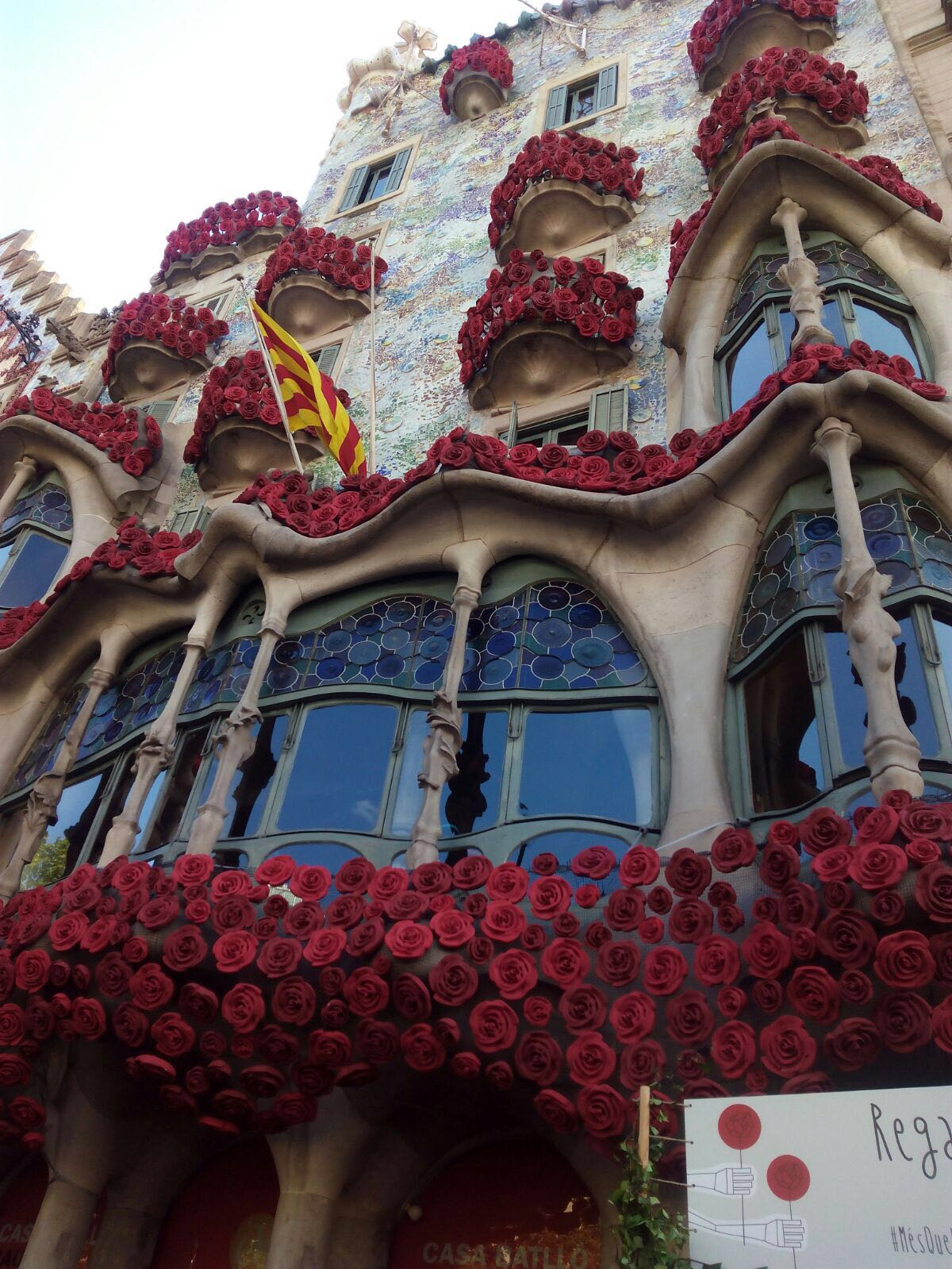
Decoració amb roses per celebrar la diada de Sant Jordi de 2016

Al primer pis, juntament amb la botiga de marxandatge, hi ha un espai dedicat al mobiliari de l'època que inclou reproduccions fidels de peces originals, aportant un complement ideal per a comprendre millor la vida quotidiana de la casa quan es va crear. Des del juny del 2000, la casa Batlló està inclosa en la Ruta del Modernisme, una iniciativa de l'Ajuntament per a reconèixer i promocionar el patrimoni arquitectònic de Barcelona.

### Espectacles visuals
Amb motiu del desè aniversari de l'obertura al públic de la casa Batlló, l'octubre del 2012 es va fer un espectacle de vídeo mapping sobre la façana amb el nom d'El despertar de la Casa Batlló, on s'escenificaven les diferents interpretacions i simbologies de l'edifici: bassa de nenúfars, finestres badallant, el drac animat llençant foc i lluitant amb sant Jordi, ossos en finestres i balcons, rat penats volant, les màscares i confeti de festa amb focs d'artifici, etc. Amb motiu del 200è aniversari del Passeig de Gràcia i de la Fira ISE 2024, el 27 i 28 de gener del 2024 es va fer un espectacle de vídeo mapping sobre la façana amb el nom Structures of Being creat per l'artista Sofia Crespo. Inspirat en la natura i la vida, buscava dialogar amb l'obra d'Antoni Gaudí a través de diferents textures, éssers i fenòmens naturals.
A principis de febrer de 2025 en motiu de la Fira ISE 2025 es projecta a la façana de la Casa Batlló l'obra Arborescent de l'artista italià Davide Quayola, un elogi digital de la natura on diferents espècies d’arbres mostren els seus sistemes de creixement i respostes a l’entorn.

## Edifici
| «                         | Segons Leonardo da Vinci, la natura està plena de causes latents que mai han estat alliberades. L'encantada arquitectura de la casa Batlló és l'alliberament d'un d'aquests arcans naturals per obra i gràcia de la imaginació i poder creatiu de Gaudí. | » |
| — Joan Bassegoda i Nonell | |   |

Més enllà de les diferents interpretacions de zones o detalls específics d'aquesta obra, la casa Batlló, dins de la línia naturalista de l'autor, s'inspira en l'ambient marí. La varietat dels colors i espècies conformen la tesi amb un destacat domini del blau del mar i l'ocre de les roques, un blau que apareix vinculat a la decoració ceràmica, a la façana, al vestíbul o als patis interiors. Segons l'historiador Juan José Lahuerta, «l'interior de la casa esdevé espai de recollida per a l'home que s'enfronta amb les multituds de la ciutat i lluita en un món competitiu, una mena de cova submarina on recollir-se, on trobar un espai íntim, igual que es mostra a l'obra de Jules Verne (molt popular a l'època i mort el 1905 coincidint amb la construcció de l'edifici), l'heroi, l'home modern i conqueridor té dues realitats: una exterior, còsmica, sense límits i una íntima on es recull a la cova, al ventre matern de la terra; la natura, la raó i la història convergeixen en aquesta obra».

### Elements constructius i decoratius

#### Façana
La façana mostra tres parts ben diferents tot i estar harmònicament integrades. La part superior, una mica enretirada de l'alineament del carrer, és una mena de cresta amb unes característiques peces ceràmiques que han suscitat múltiples interpretacions. La part central, que arriba fins al darrer pis, és un tapís multicolor d'on sobresurten els balcons. La part inferior amb la planta baixa, el pis principal i les dues galeries del primer pis estan construïts per una estructura de pedra sorrenca de Montjuïc amb formes ondulades.

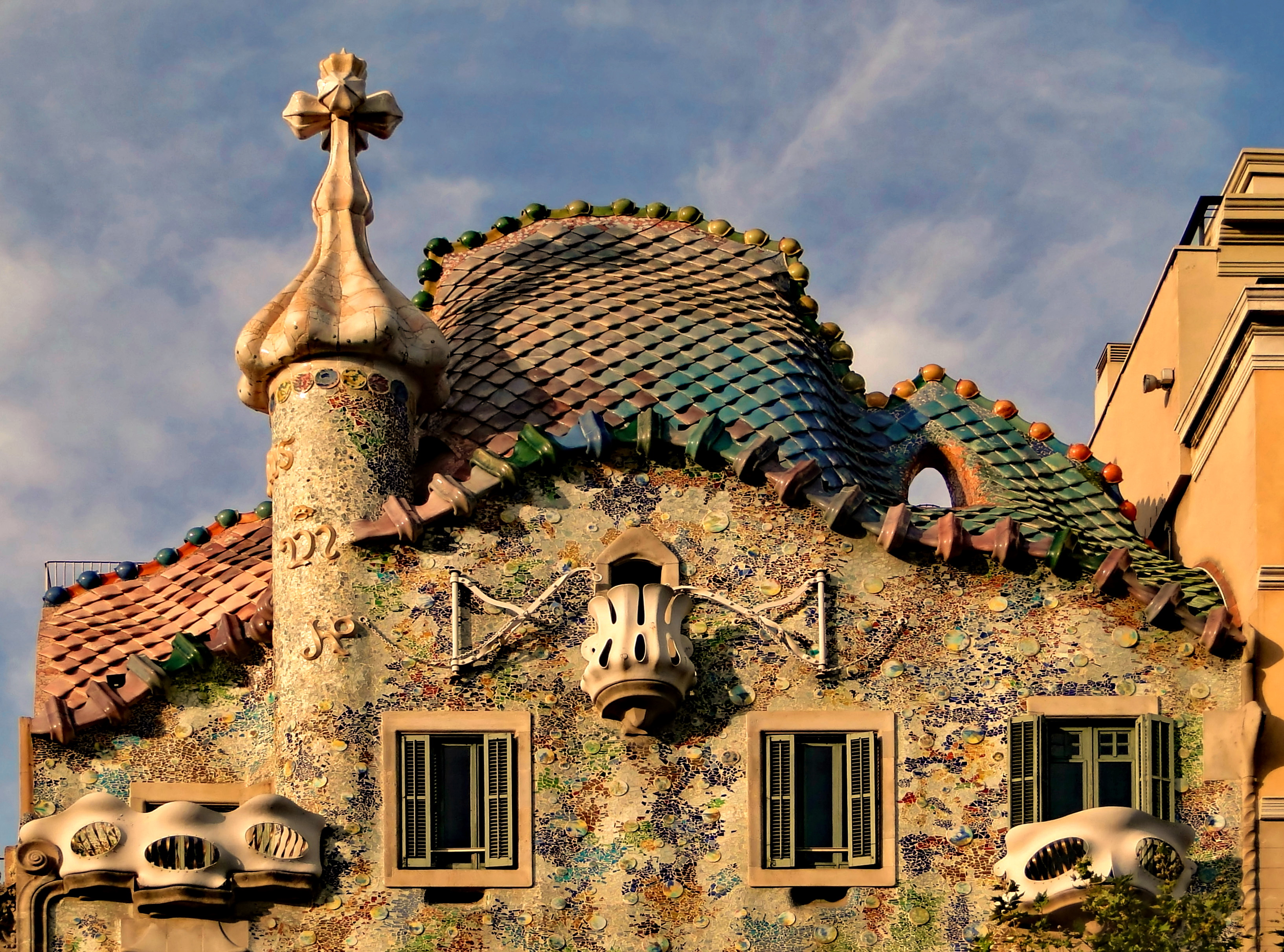
Creu i detall de la teulada

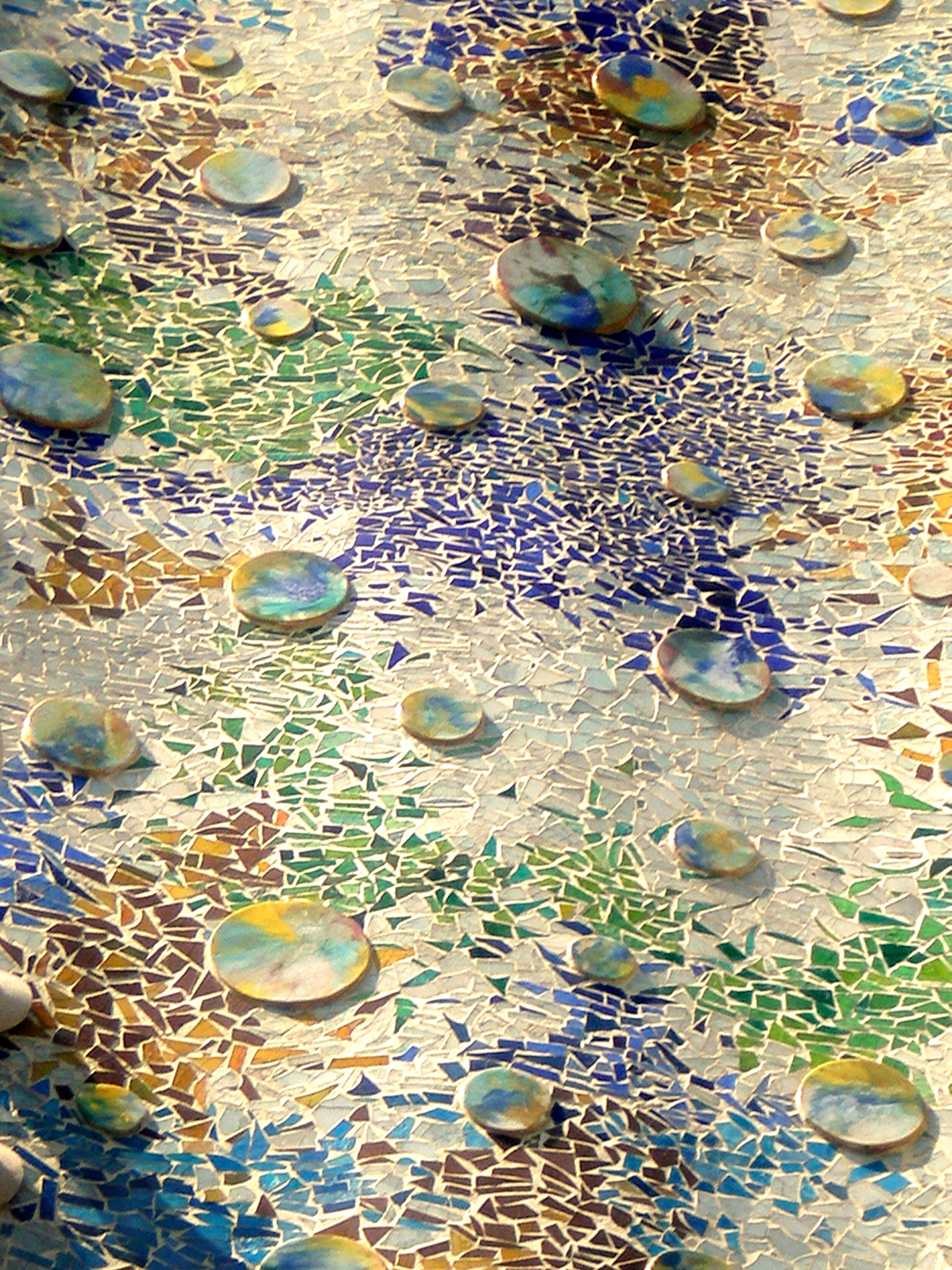
Les Nymphéas

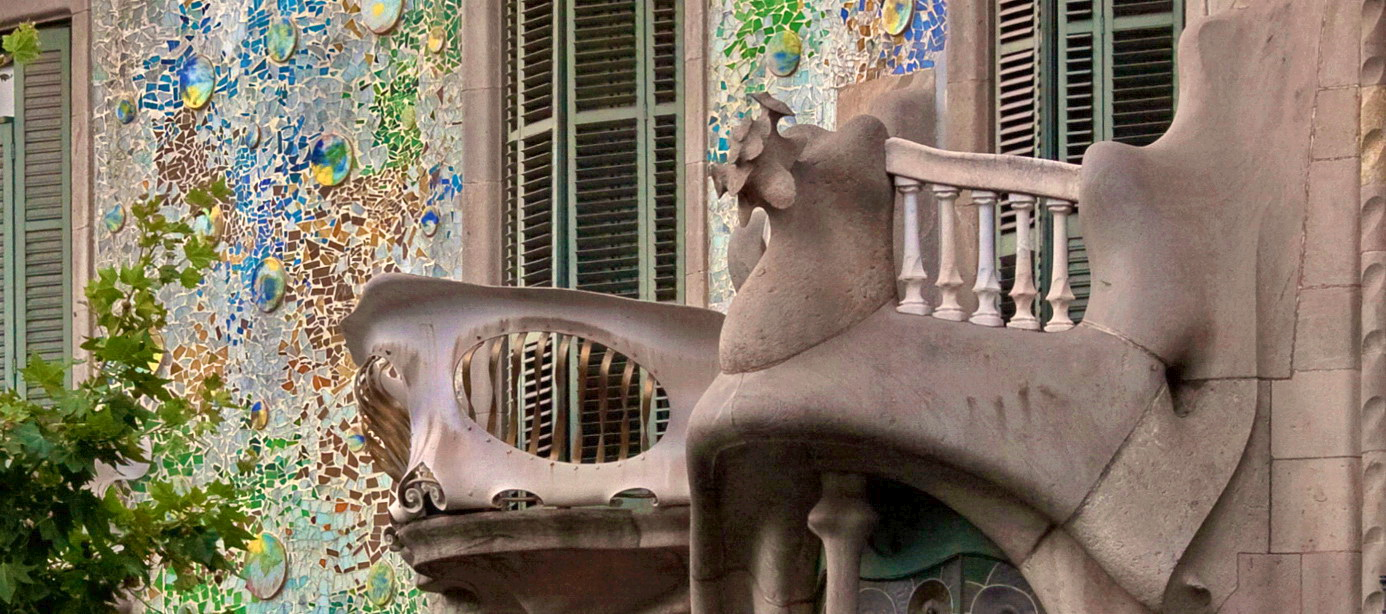
Els dos tipus de balcons

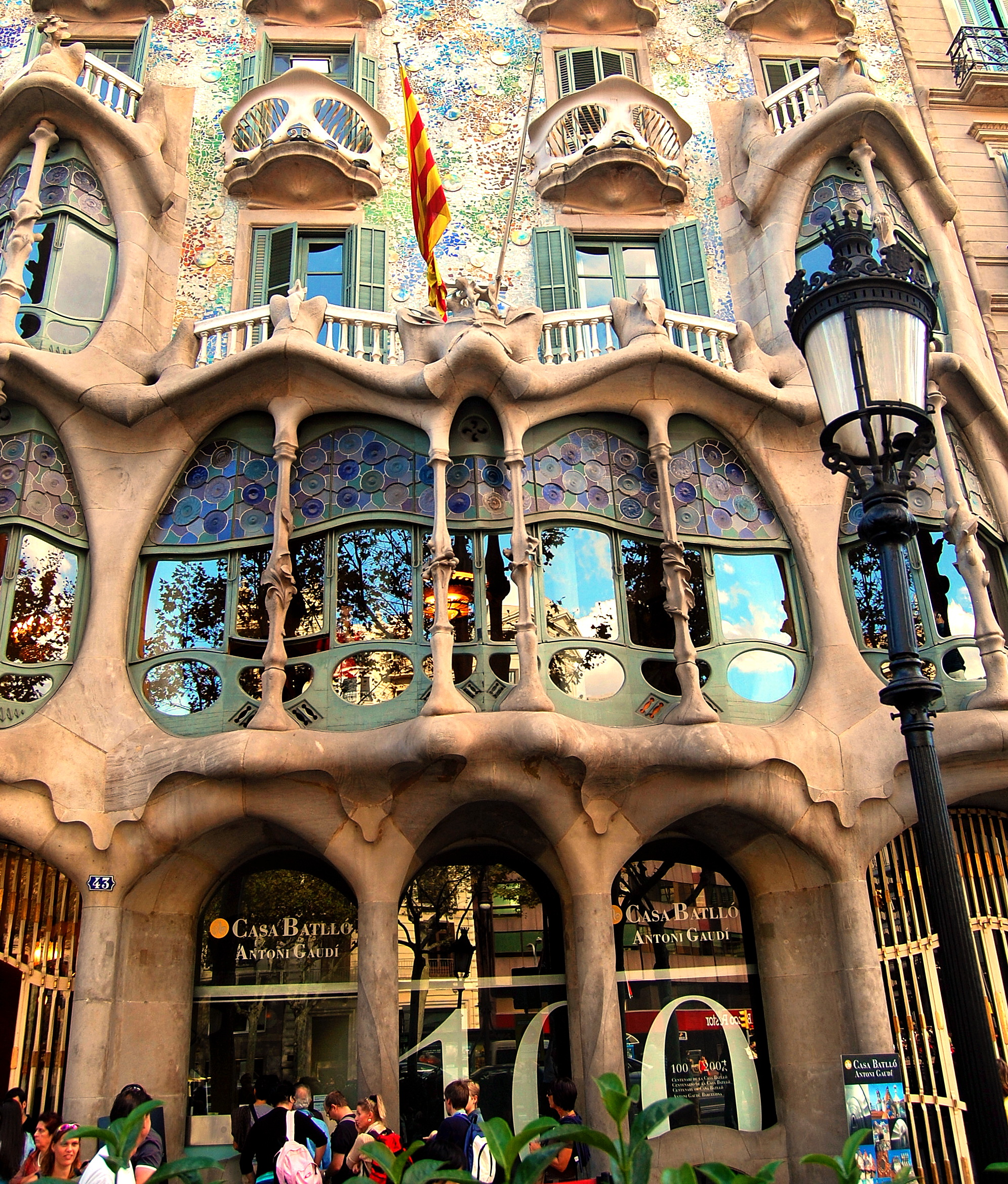
La part baixa de la façana en pedra sorrenca de Montjuïc

La part superior de l'edifici és un coronament, una mena d'immens gablet, que està al mateix nivell que el terrat i permet dissimular la sala on hi havia els dipòsits d'aigua i que actualment és una sala buida.
El seu perfil recorda l'esquena arquejada d'un drac, on les teules ceràmiques en serien les escates. El mític monstre té el cap a la banda dreta on una petita finestra triangular en l'estructura simula el seu ull. Diu la llegenda que l'orientació d'aquesta finestra permetia a Gaudí observar la Sagrada Família que construïa simultàniament, una visió avui impossible per les noves edificacions. Les peces amb reflexos metàl·lics que simulen les escates del monstre varien el color des del verd a la banda dreta, on comença el cap, passant al blau intens i violaci a la gran part central i, per acabar, vermellós i rosa intens al costat esquerre. Les peces ceràmiques, col·locades encavalcades com si fossin teules, estan fetes amb una nova tècnica que Gaudí i Domènech i Montaner varen recuperar estudiant-les en un obrador del País Valencià.
Al capdamunt de l'edifici, com simulant l'espinada del drac, es poden observar dos tipus de peces de formes molt singulars. Unes són teules amb forma de segment de tor sinusoidal que rematen l'estructura i estan fetes de colors similars a les escates que cobreixen, i les altres són teules cobertores amb forma de colzera d'armadura de guerrer que cobreixen les unions de les anteriors. Aquestes varien el color del taronja al costat dret, passant pel verd a la zona central i de color blau a la banda esquerra.
Potser un dels elements més destacats de la façana és la torre coronada per una cuculla ceràmica que, al seu cop, està rematada amb una creu de quatre braços orientats als punts cardinals com les que l'autor també va fer al Parc Güell. És una forma bulbosa que evoca l'element radical de la vida vegetal. Un bulb radical immens suporta una segona forma anàloga que recorda el tàlem de la flor, una flor representada per la creu amb uns braços que són en realitat poncelles que anuncien una propera floració.
La torre, on està «plantat» el bulb del que floreix la creu, està decorada amb els monogrames de Jesús (JHS), Maria (M amb la corona ducal) i Josep (JHP), fets amb peces de ceràmica daurada que ressalten sobre el fons verd que cobreix la façana. Aquests símbols mostren la profunda religiositat de Gaudí, que trià el tema de la Sagrada Família inspirat per la construcció del temple expiatori que feia simultàniament amb aquesta obra.
La cuculla i la creu varen ser realitzades a Mallorca i quan van arribar tenia alguna de les peces trencada, potser del transport. Tot i el compromís del fabricant per tornar a fer les peces trencades, Gaudí va considerar atractiva aquesta estètica de trencadís i va demanar al paleta que les enganxés amb morter de calç i subjectant-les amb una anella de bronze.
La part central presenta un atractiu i poètic disseny de temes aquàtics que evoca la superfície d'un llac amb nenúfars, propi de les Nymphéas de Monet, amb suaus ondulacions i reflexos produïts pels vidres i la ceràmica en trencadís. És una gran superfície ondulada coberta amb un arrebossat de fragments de vidres de colors combinats amb 330 discos rodons de ceràmica policroma que havien estat dissenyats entre Gaudí i Jujol fent proves durant les seves estades a Mallorca, quan treballaven a la reforma de la catedral de Palma. Alguns d'aquests discos que varen sobrar varen ser reaprofitats al banc del Parc Güell i a la font del jardí de la «casa del cura», a la Colònia Güell.
Les baranes dels balcons estan fetes en ferro colat i per al seu disseny Gaudí va fer un model de mida natural als tallers de la Sagrada Família abans de passar-ho al fonedor. Són vuit peces, set iguals i una de més gran que es troba a la petita terrassa a l'esquerra del darrer pis. Estan pintades en color marfil i tenen unes tires d'acer de passamà torçades helicoidalment per cobrir els forats. Els balcons del primer pis i els dos del segon pis que estan sobre les tribunes tenen balustrades helicoidals i barana de marbre de Carrara encastades sobre l'estructura de pedra de Montjuïc lobulada i amb una sòbria decoració floral.
Finalment, al capdamunt de la part central de la façana hi ha un balcó més petit, també de ferro colat, que correspon a la sortida exterior de les golfes i té una estètica diferent de la resta, més propera a una flor de nenúfar que flota en el llac monetià; a banda i banda, dos braços de ferro permetien instal·lar unes politges per pujar i baixar mobles.
Aquesta part central de la façana és, sense dubtes, l'aportació més interessant i d'autoria més discutida. Segons Ignasi de Solà-Morales, el disseny de la façana és de Gaudí (formes corbes, cranis als balcons, cresta de drac, etc.), però la solució del color va anar a càrrec de Jujol, en qui Gaudí confiava en el domini del color.
La façana del pis principal, feta totalment en pedra sorrenca, mostra formes arrodonides sostingudes per dues columnes amb un fust que s'eixampla triangularment a la part alta sense formar capitell i que conformen tres grans buits. El disseny es complementa amb una elegant fusteria als finestrals combinada amb vitralls emplomats multicolor. Per davant dels grans finestrals, com si es tractés d'uns puntals que sostenen la complexa estructura pètria, hi ha sis fines columnes simulant dos ossos llargs d'extremitat, fèmurs o húmers, amb una aparent articulació central que, en realitat, és una decoració floral. Les formes arrodonides dels buits i l'aspecte de llavis amb què està treballada la pedra que els envolta els dona un aspecte proper a una boca totalment oberta, motiu pel qual va rebre el qualificatiu de «casa dels badalls». Al primer pis es repeteix l'estructura i disseny de les dues finestres dels extrems formant unes galeries, però sobre el gran finestral central hi ha els dos balcons abans descrits.
Per Bassegoda, a l'obra de Gaudí els fragments suggereixen la continuïtat; la seva façana podria estendre's lateralment de forma indefinida en contraposició a l'espai tancat dels poliedres regulars que conformen els edificis tradicionals.

#### Vestíbul i escales

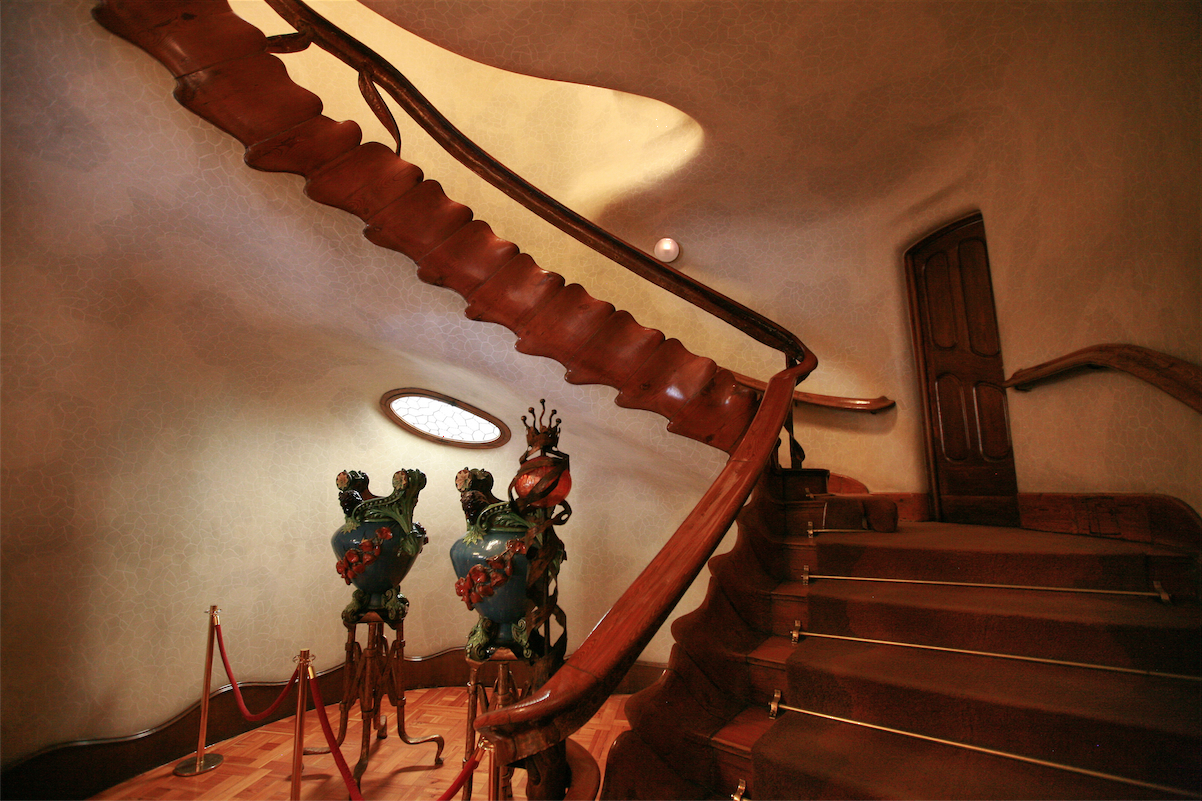
Escala principal, l'espinada del monstre

L'entrada principal és sòbria, tancada per unes portes de ferro forjat pintades de color marfil i daurat similar als balcons, una pintura feta a base de cerussa que Gaudí ja havia fet servir en altres ocasions per protegir de l'oxidació. Els altres buits de la planta baixa corresponen a l'accés al soterrani, dues finestres amb uns respiradors del soterrani que haurien fet de carboneres i la porta del comerç de la planta baixa. Originalment, només la porta de l'escala era de ferro, com l'actual, ja que les portes del soterrani i la botiga eren fetes en fusta per la casa Eudald Puntí del carrer de la Cendra. Actualment, totes tenen tancaments de ferro homogenis al de l'entrada principal.

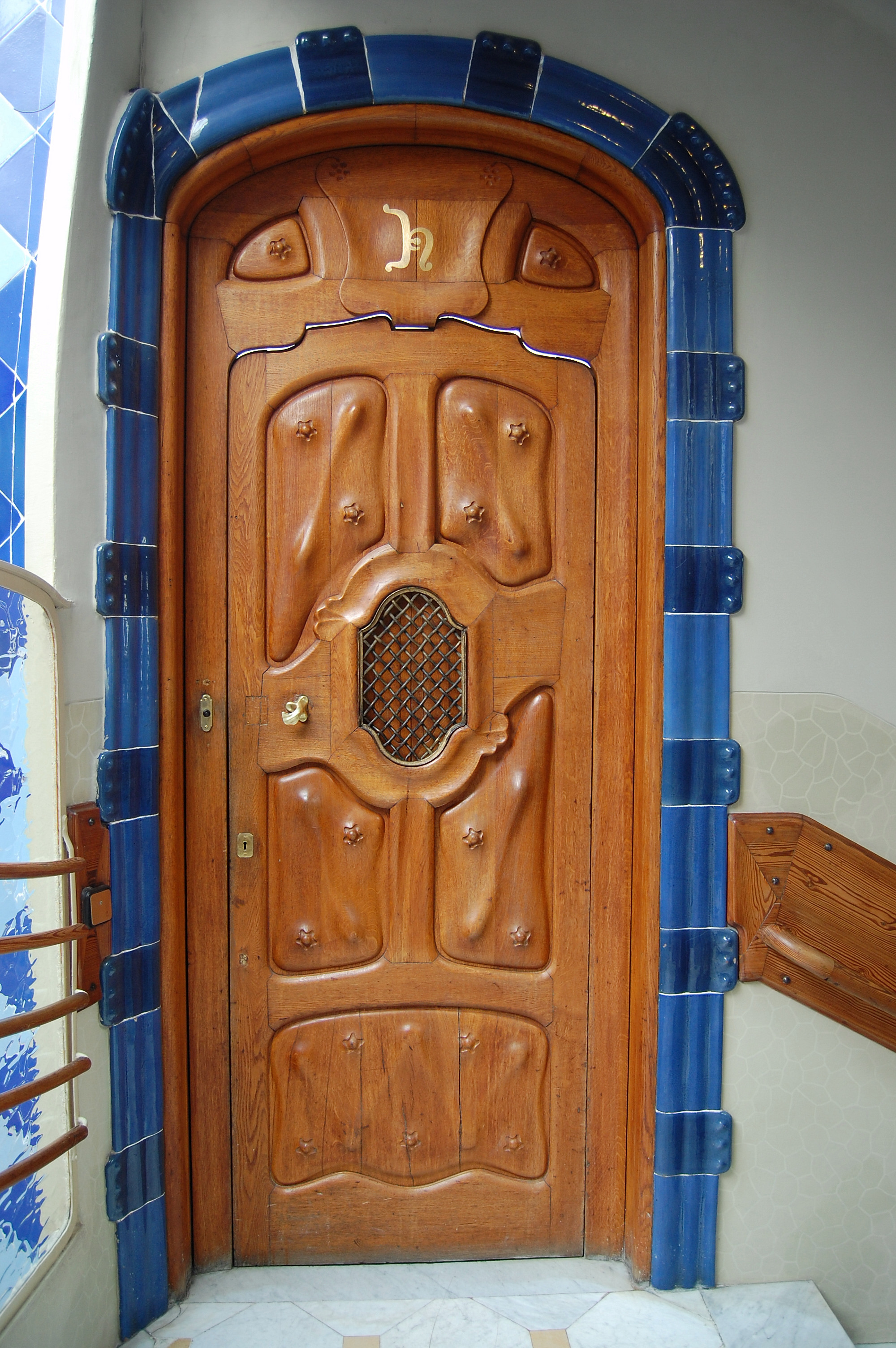
Porta dels pisos superiors

El vestíbul està decorat amb un arrambador ceràmic amb peces de colors blau clar i blanc. Al fons hi ha un petit distribuïdor, a la base d'un dels patis interiors que li aporta il·luminació natural. Des d'aquest distribuïdor, amb una petita porteria, surt l'elegant ascensor modernista, l'escala que puja a tots els pisos i una majestuosa escala que condueix exclusivament al pis principal.
L'escala de veïns puja envoltant l'ascensor i entremig dels dos patis interiors, la qual cosa confereix una llum poc usual a les escales, habitualment situades com una caixa central tancada i fosca. Aquí, per contra, l'escala no està tancada per parets, sinó per baranes i una estructura de vidres translúcids. A cada replà hi ha dues portes de roure tallades amb gúbia, amb una lletra daurada de cal·ligrafia gaudiniana pintada en el muntant i que indica el pis de què es tracta, una fórmula alternativa a la numeració tradicional de pis i porta. Les lletres van des de l'«A» a la «I». La «G» de Gaudí té una grafia especial.
L'escala principal que permet accedir directament al pis principal, domicili dels Batlló, arranca des d'un vestíbul privat que hi ha al fons de l'entrada, d'uns vint metres quadrats amb unes parets ondulades que, sense cap racó ni cantonada, formen un continu amb el sostre conferint-li l'aspecte visual d'una cavitat natural. Dues grans lluernes de vidre decorat amb hexàgons, com si es tractés d'una bresca, aporten llum a l'espai.
La majestuosa escala està feta en fusta de roure i incorpora unes peces tallades a l'extrem dels esglaons que evoquen les vèrtebres d'un animal prehistòric. La concatenació d'aquestes peces en una sinuosa espiral que gira quasi 180° conformen l'espinada del monstre gegantí dins la seva cova. El passamà, que recorre tota l'escala, té als extrems uns elements decoratius formats per un pal metàl·lic amb una esfera de vidre vermell envoltada per dues cintes de ferro que sostenen una corona sobre l'esfera.

#### Pis principal

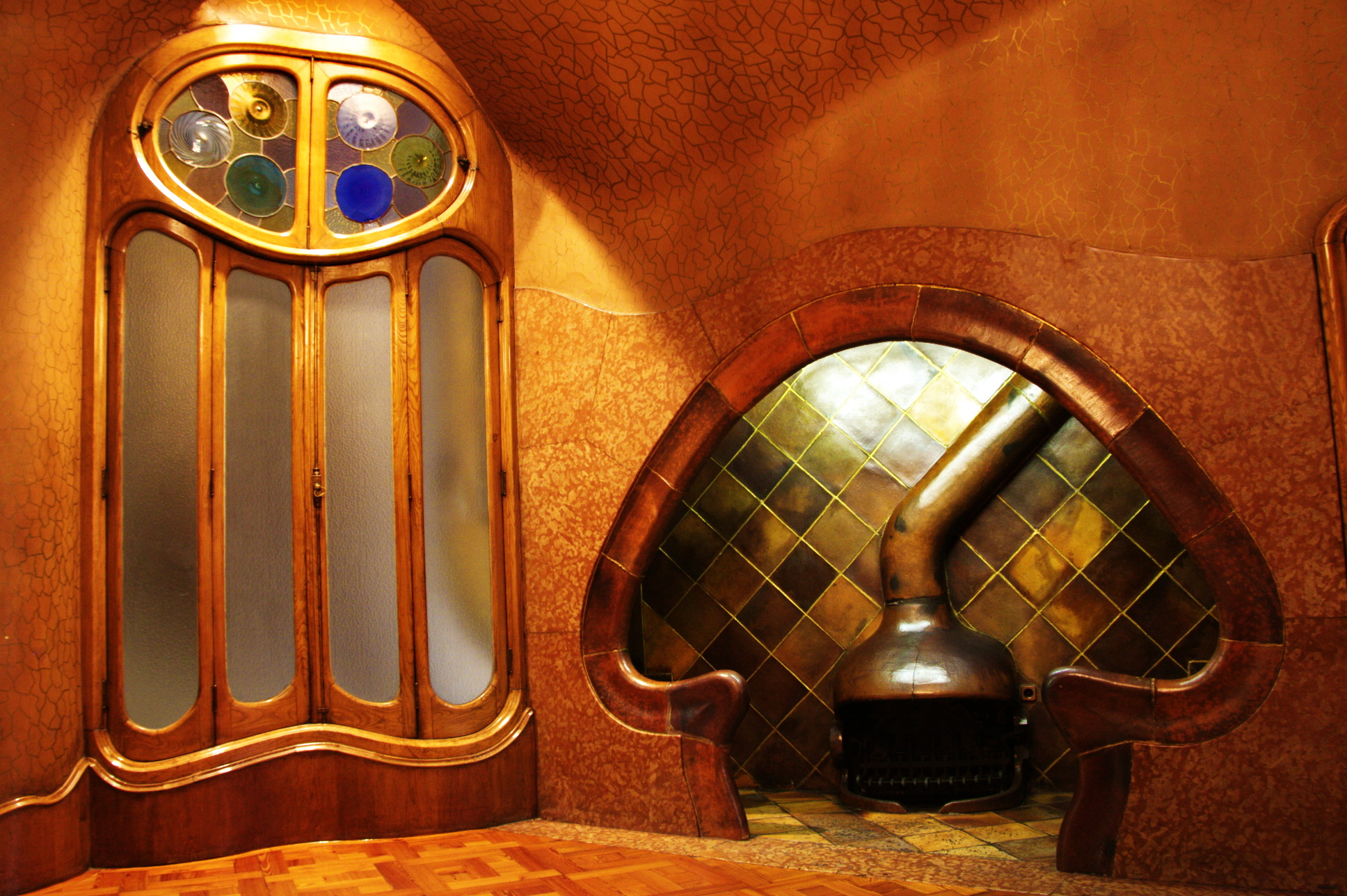
Llar de foc

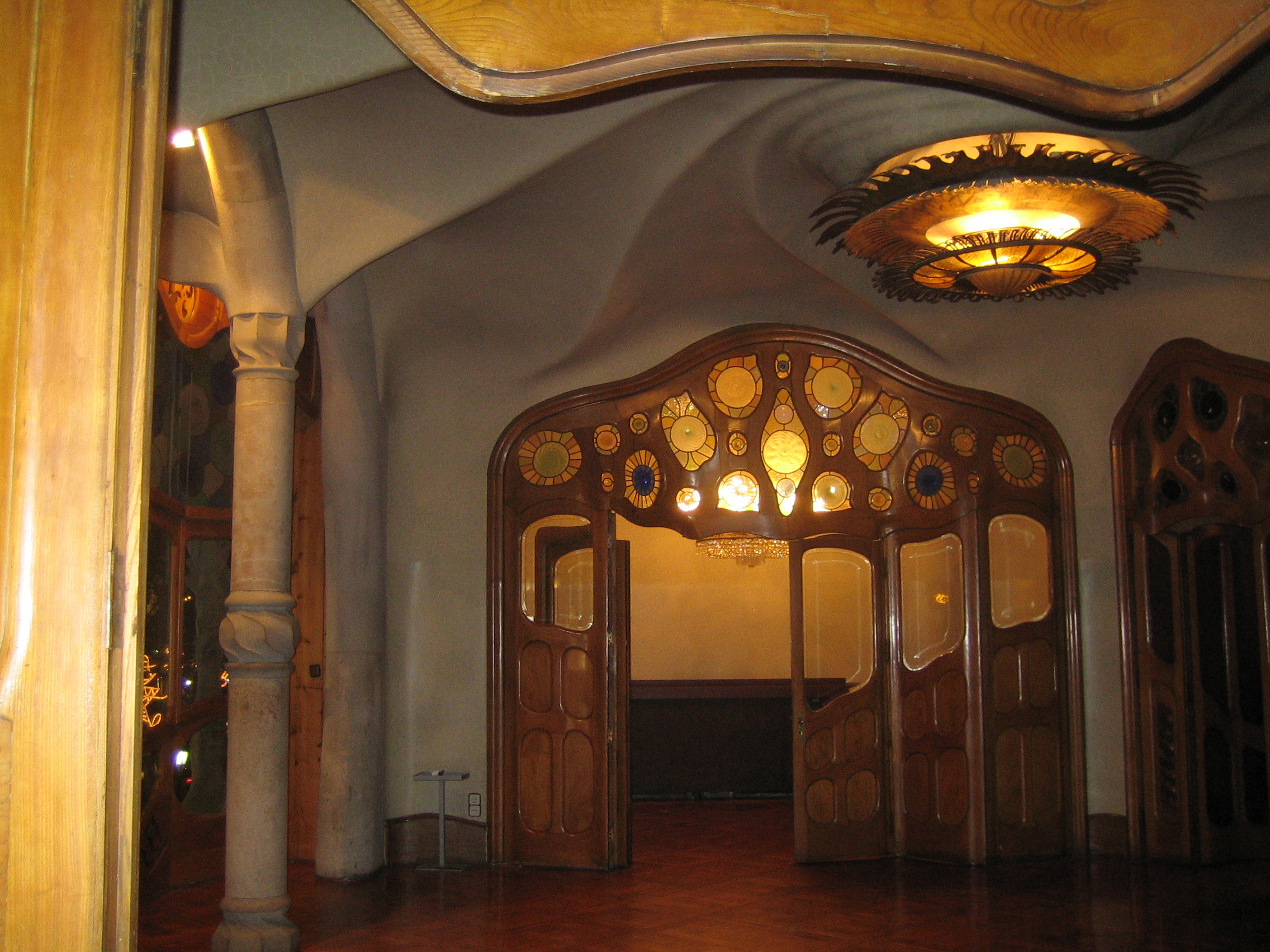
Saló principal

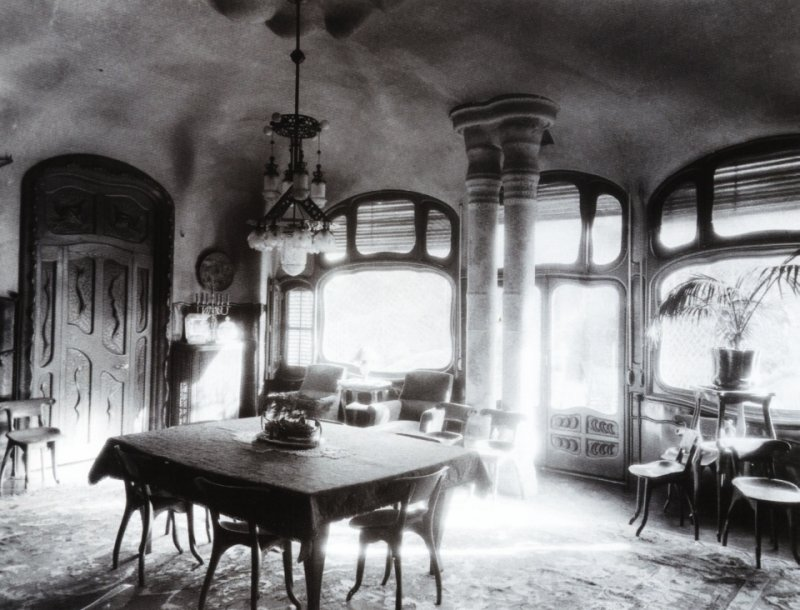
Menjador dels Batlló amb el mobiliari original (1927)

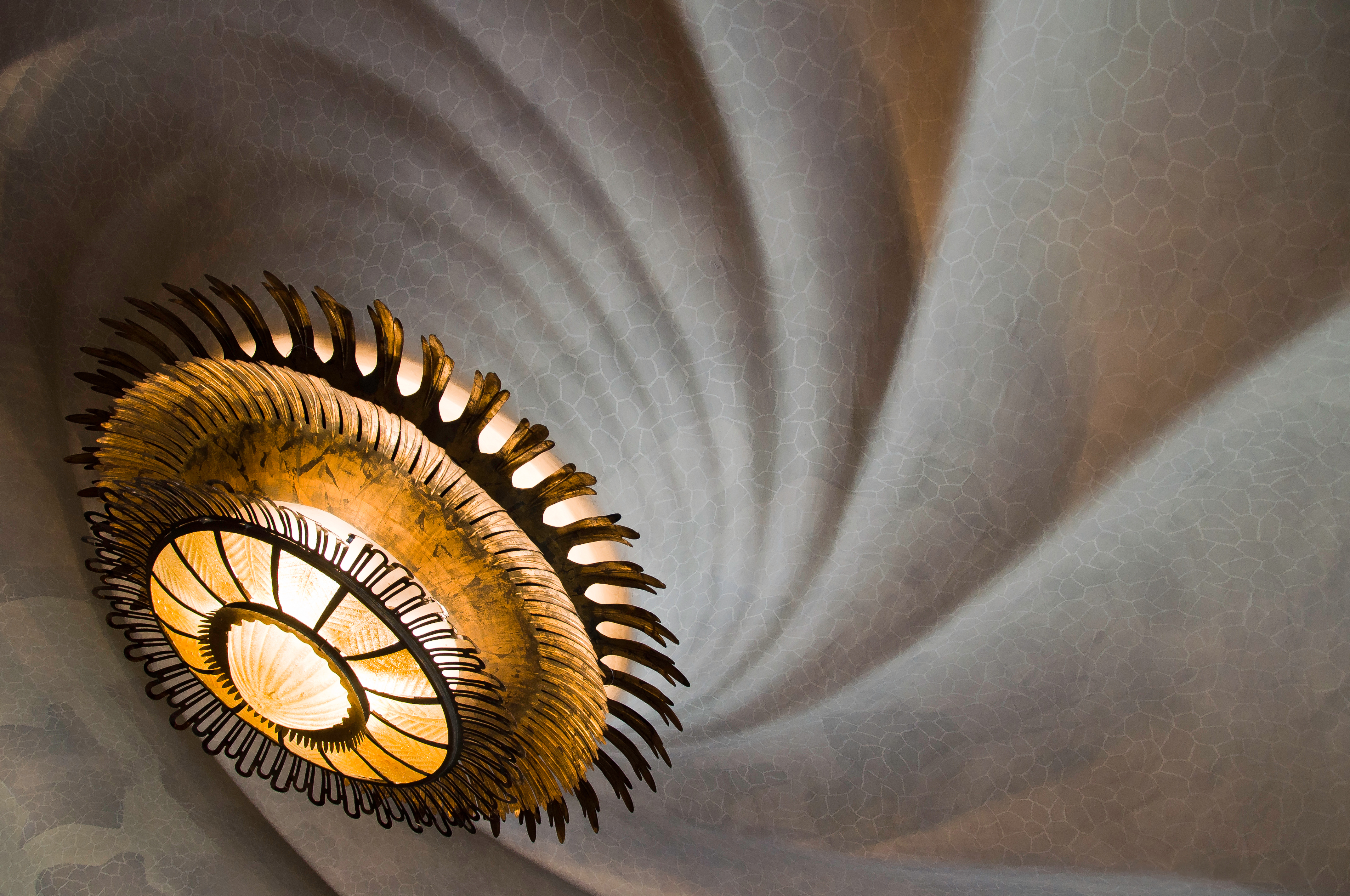
Detall del sostre del saló principal

El primer pis és diferent de la resta de pisos i va requerir una intervenció molt important. Es tractava de l'habitatge dels Batlló i Gaudí hi va parar una especial atenció amb una interessant disposició dels sostres i una decoració molt elaborada, jugant amb llums i ombres als diferents espais i donant formes ondulades a tots els envans. La façana aquí és de pedra, amb una galeria on les finestres tenen formes ondulades i totalment diferents i els pilars adopten formes d'ossos amb articulacions. El seu accés es fa directament des de l'escala principal, al fons del vestíbul. Al final d'aquesta serpentejant escala s'arriba a un rebedor que fa funcions de distribuïdor; darrere d'una primera porta s'arriba a la sala de la llar de foc, feta als tallers Ramon Reguant. Es tracta d'una sala al servei de l'estètica d'aquesta llar que, incrustada a la paret, té dos bancs davant seu, a banda i banda de la boca de foc. Tot el conjunt se circumscriu sota un arc amb perfil de xampinyó fet de gres refractari. Aquest disseny amb seients davant del foc simbolitza la unió de la família i s'inspira en els espais per cuinar de les masies rurals on sota una gran sortida de fums s'ubicava el foc, el calder penjat i escons per seure-hi a la vora del foc. La versió urbana d'aquesta aplicació tindria com a objecte tenir un espai «recollit» per festejar les parelles, en un dels bancs, reservant l'altre per a la persona que «feia d'espelma» i que tenia cura de la moralitat. La Casa Navàs de Reus i la Casa Burés a Barcelona tenen llars de foc amb bancs davant, si bé amb una decoració molt més modernista, a diferència del gust rústic que Gaudí va voler donar a aquesta estança. La resta de les parets estan estucades i inclouen pa d'or fent una mena de craquelat que simula els dibuixos d'un mosaic. Des d'aquesta mena d'avantsala s'accedeix als salons de la façana principal a través d'amples portes de formes exageradament ondulades, de fusta de roure amb vidres emplomats.
El gran saló central és un ample espai diàfan situat a la part central de la façana principal. El seu finestral de perfil sinuós va ser pensat per a «veure i ser vist» amb uns òculs a la part baixa, una decoració a base de vitralls rodons de diferents tonalitats blaves a la part alta i, a la franja central, unes finestres diàfanes de guillotina que s'obren mitjançant un joc de contrapesos que hi ha ocults als extrems. Entre aquestes finestres no hi ha cap muntant i quan s'obren totes alhora deixen la vista al carrer sense cap mena d'obstacles visuals. Aquesta solució seria utilitzada posteriorment en el disseny de la «finestra correguda» de Le Corbusier a Villa Savoye. Tot el conjunt d'aquest finestral correspon, de fet, a la galeria que sobresurt aproximadament un metre del mur de càrrega de la façana que està sostingut per uns arcs que descansen sobre quatre columnes interiors que gairebé passen desapercebudes.
A cada costat del saló hi ha dues estances més petites que treuen el cap al carrer per les finestres laterals del gran aparador que és el finestral d'aquest pis. La del costat dret és un saló més íntim al que també s'accedeix des de la sala de la llar de foc, que es comunica amb el central mitjançant portes ondulants de fusta de roure també amb discos vitris circulars que poden obrir-se completament per a formar un únic ambient.
El sostre és un cel ras amb un relleu de guix en forma de remolí que recorda l'ambientació marina de la casa i suggereix la idea de la generació de la natura. Al centre de l'espiral hi ha una espectacular làmpada que, si bé actualment no és la peça original, el seu disseny ens aporta una visió heliocèntrica del sostre de l'espai.
A l'altre extrem del pis, mirant per la façana posterior cap a la terrassa, es troba el menjador privat dels Batlló. El seu parament de fusteria i vidre va ser desmuntat per raons funcionals quan l'edifici es va dedicar a oficines. L'any 1991 es va realitzar una reproducció que permet veure actualment la sala amb la mateixa imatge original.
La forma del cel ras d'aquesta sala té la forma de l'esquitx produït per una gota amb les gotes que genera formant una corona. Prop de la sortida cap al jardí hi ha un parell de columnes bessones inspirades en les del Pati dels Lleons de l'Alhambra de Granada, amb la base i el capitell arrodonits, mòrbids, com si estiguessin desgastades per l'erosió. Estan estucades al foc amb un craquelat similar al que es troba a altres estances, però en aquest cas amb una combinació policroma amb uns colors càlids i de tons pastel.

##### Oratori

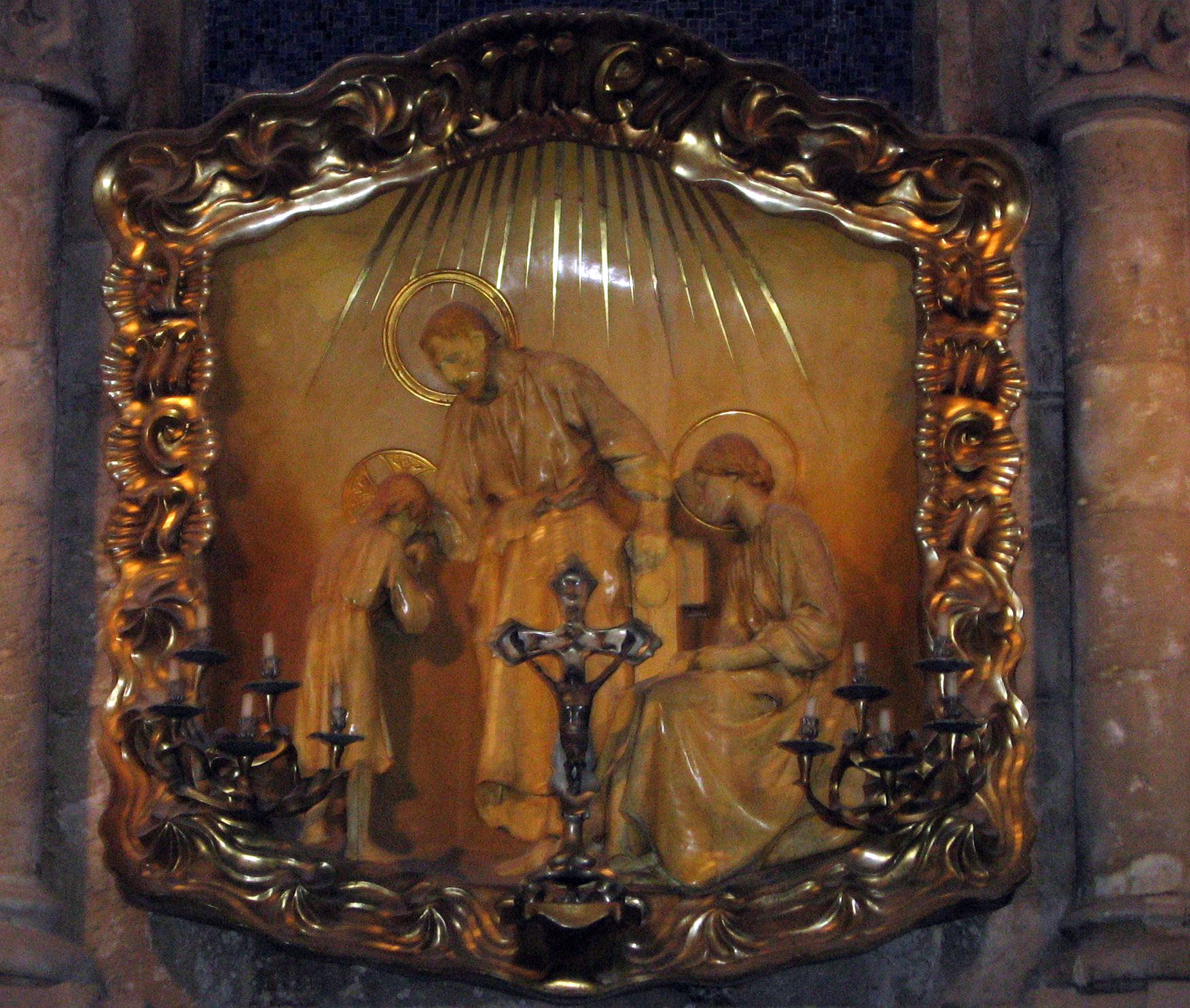
Oratori de Llimona, actualment a la cripta de la Sagrada Família

Dins del gran saló del pis principal que dona a la façana del passeig de Gràcia hi havia un oratori ubicat dins la forma còncava de la paret del fons; estava tancat amb uns grans panells de fusta que permetien convertir fàcilment el saló en capella, una solució que Gaudí ja havia fet servir al Palau Güell. Contenia un petit altar i un retaule de fusta de roure amb una Sagrada Família realitzat per Josep Llimona i Bruguera, on es veu Jesús adolescent besant la mà de sant Josep davant d'una taula de fuster mentre la Marededeu observa l'escena. Al marc daurat del retaule dissenyat per Gaudí apareix la paraula «amén» escrita a la part superior i verticalment a cada costat, juntament amb l'anagrama «JMJ» en referència a Jesús, Maria i Josep. També hi havia un crucifix de metall obra de l'escultor de Tarragona Carles Mani i Roig, uns canelobres de Josep Maria Jujol i unes sacres de Joan Matamala.
El crucifix del Crist de l'Expiració fet per Mani s'havia realitzat seguint els estudis de Gaudí sobre la posició exacta del cos dels condemnats a la creu, un tema sobre el qual l'arquitecte havia confeccionat diverses maquetes en guix, una d'elles conservades a la casa museu Gaudí al Parc Güell. El retaule va ser desmuntat i va restar en poder de la família, a Madrid, durant molts anys, i des del 2001 es troba al museu de la Sagrada Família.

#### Patis interiors

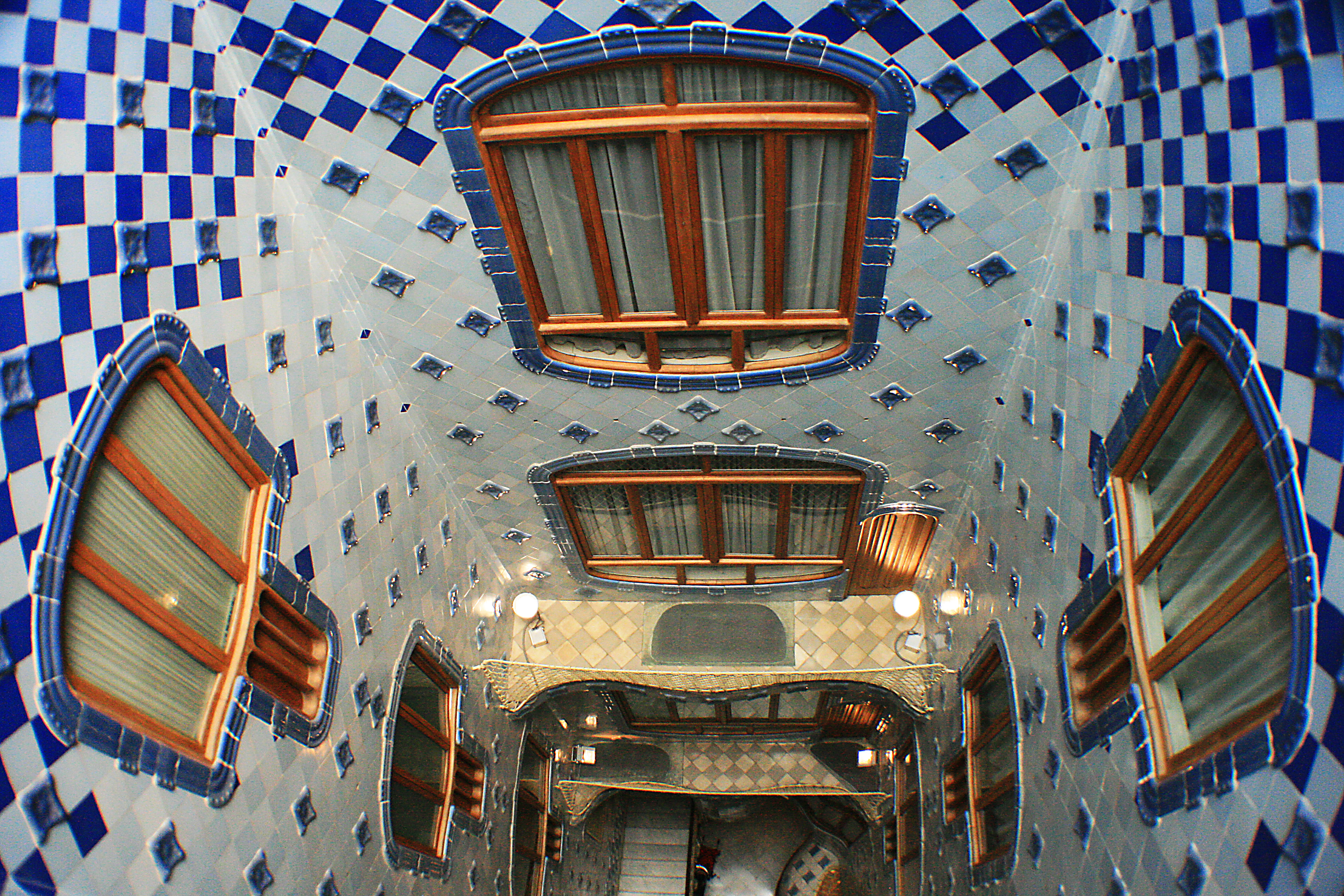
Degradat de colors al pati interior

Els patis interiors són un dels elements més innovadors de la reforma estructural de l'edifici.
L'arquitecte va comprendre que per a constituir un espai unitari atractiu a la sensibilitat humana calia suprimir els enlluernaments que podien trencar el conjunt i va decidir compensar les diferències naturals d'il·luminació entre la part alta i la baixa amb un enginyós degradat del color de la ceràmica que recobreix les parets que va del blau cobalt fins al blanc, de dalt a baix, aconseguint en un precoç procediment de condicionament cromàtic un efecte de color uniforme en contemplar-lo des de la planta baixa. Aplicant la mateixa lògica Gaudí va concebre les finestres més grans com més avall estan. A més, les 32 finestres que donen als patis interiors tenen a la part baixa una persiana de llibret que permet regular l'entrada d'aire fresc des dels patis sense obrir les finestres.
La part superior dels patis té una coberta de vidre elevada uns 30 cm. per permetre la ventilació, alhora que aïlla l'interior dels patis de la pluja. Els vidres de la coberta, situats a dues aigües, reposen al centre sobre una estructura d'obra que travessa el pati i permet ser transitat per accedir a netejar els vidres.
La fusteria que dona al celobert és una combinació de pi melis a l'interior i, a l'exterior, de castanyer.

#### Façana posterior

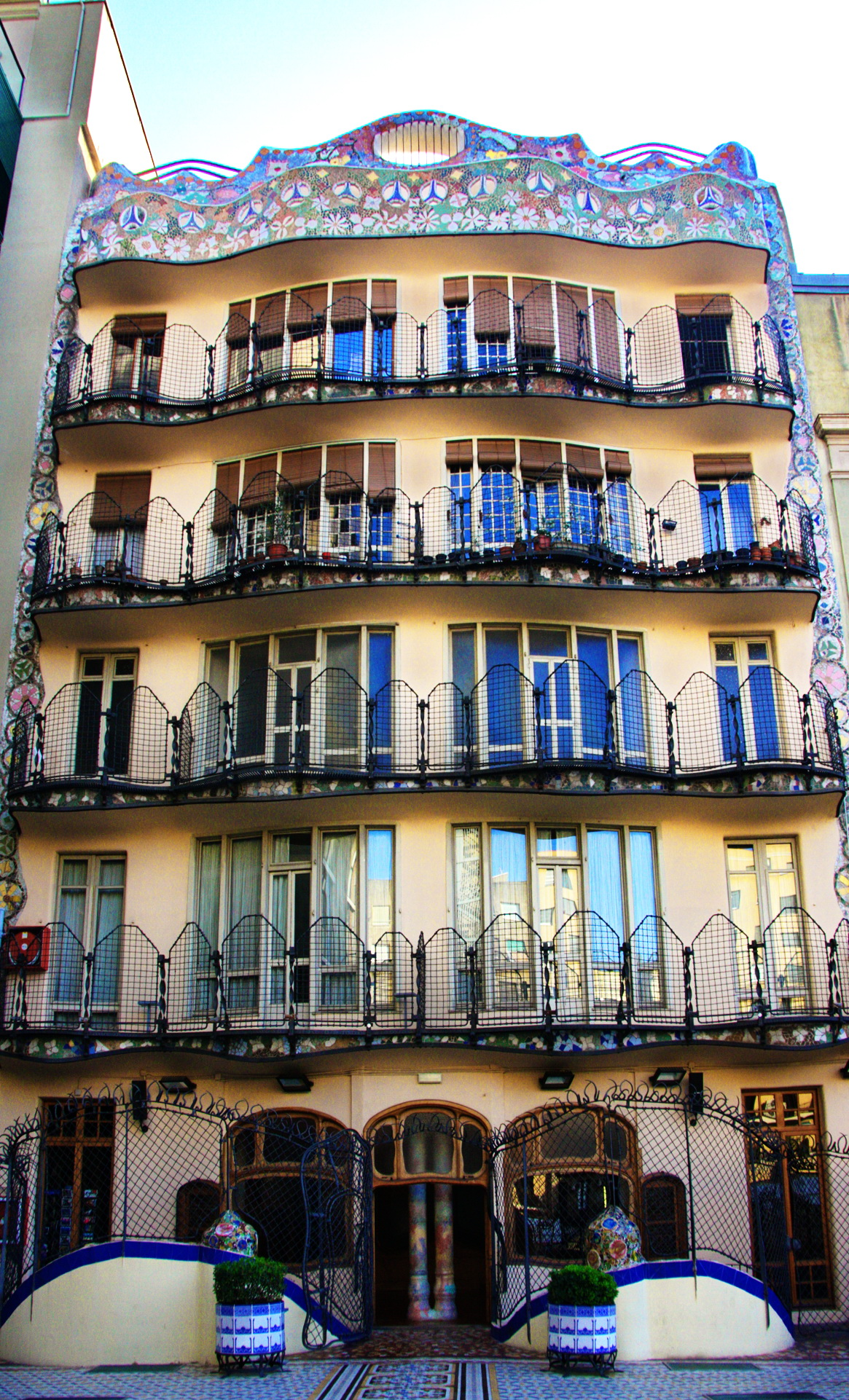
Façana posterior

La façana posterior està adornada amb trencadís multicolor dibuixant garlandes i rams de flors com si es tractés d'enfiladisses que pugen des de la terrassa que hi ha a la seva base.
El coronament presenta una forma ondulant de gran dinamisme que torna a recordar la inspiració marina de tota l'obra Batlló. Tot el trencadís d'aquesta part superior de la façana posseeix una capacitat expressiva singular i uns colors molt vius en els motius florals que es representen.
Les baranes dels balcons estan fetes en forja llevat del pis superior  que és d'obra i també està decorat íntegrament amb trencadís, de forma que l'observació des de la terrassa inferior enllaça visualment les decoracions de la barana i del coronament en un únic gran tapís multicolor.
Als peus d'aquesta façana s'ubica la terrassa del pis principal a la que s'arriba des del menjador a través d'un pas entre dues grans claraboies que aporten llum al soterrani i que confereixen al pas un aire de pont llevadís d'un castell que uneix l'exterior i interior. A banda i banda del pas, com si es tractés de les muralles del castell, unes complexes reixes en formes arrodonides, en clar paral·lelisme amb les finestres que protegeixen, envolten tota la façana posterior fins a uns 3 metres d'alçada.

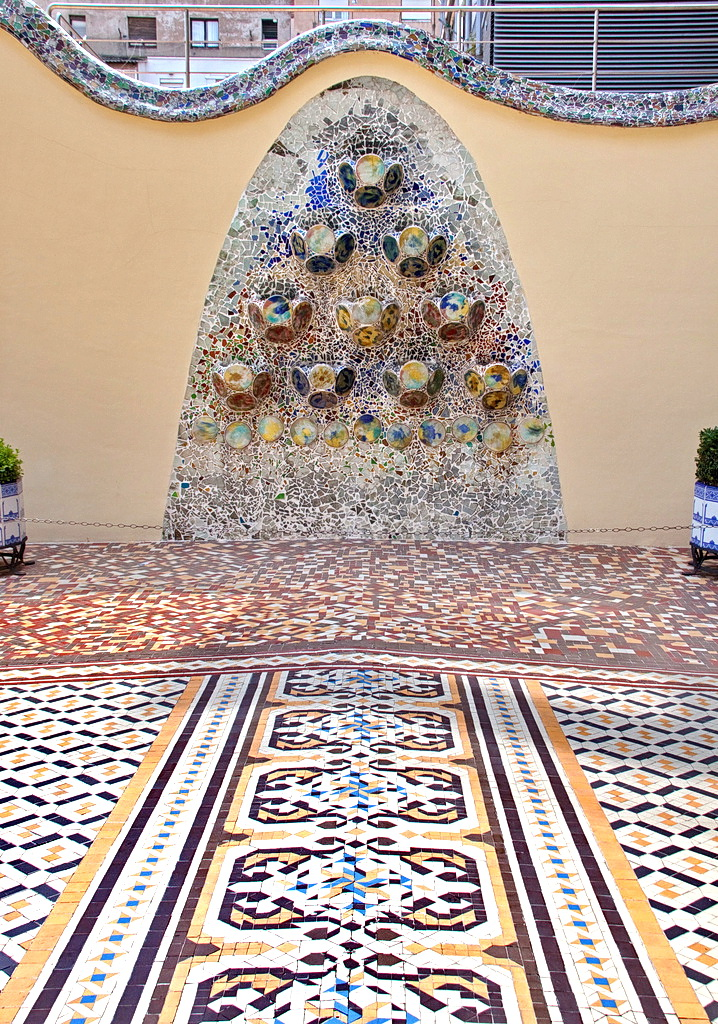
Jardineres al mur del fons de la terrassa posterior

El perímetre de la terrassa està separada dels edificis del costat per un tancament de reixes d'igual factura que les que protegeixen la façana. Al fons, un mur de perfil ondulat amb el qual corona la façana posterior, separa la finca de la vista de l'interior de la mansana. Està decorat amb trencadís a la seva testa i just al centre, davant per davant de la porta de sortida a la terrassa, un gran mural fet amb trencadís de forma paraboloide recorda les formes dels arcs de les golfes. Del trencadís, com si es tractés d'unes protuberàncies naturals, arranquen unes singulars jardineres fetes amb discos ceràmics dels de la façana principal que ajuden a conferir-li una personalitat de jardí penjant. Repartides per la terrassa hi ha unes jardineres portables fetes de ceràmica blava i blanca muntades sobre unes potes de ferro forjat.
Destaca el gran efecte colorista, calidoscòpic, del seu paviment fet amb gres de Reus que havia format part del paviment interior dels pisos abans de la reforma i que Gaudí va reaprofitar sense seguir, però, la disposició original, sinó que ho va deixar a llibertat dels paletes. Una combinació formant una sanefa uneix la porta de sortida amb el trencadís paraboloide del mur del fons com si es tractés d'una gran catifa.

#### Golfes

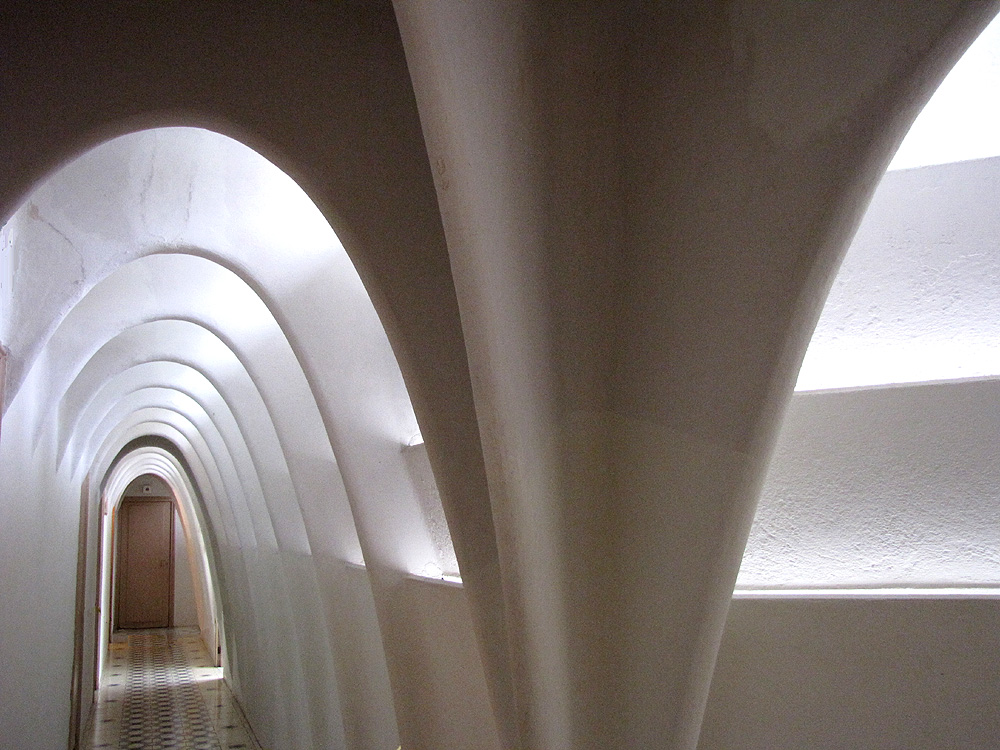
Passadís d'arcs parabòlics

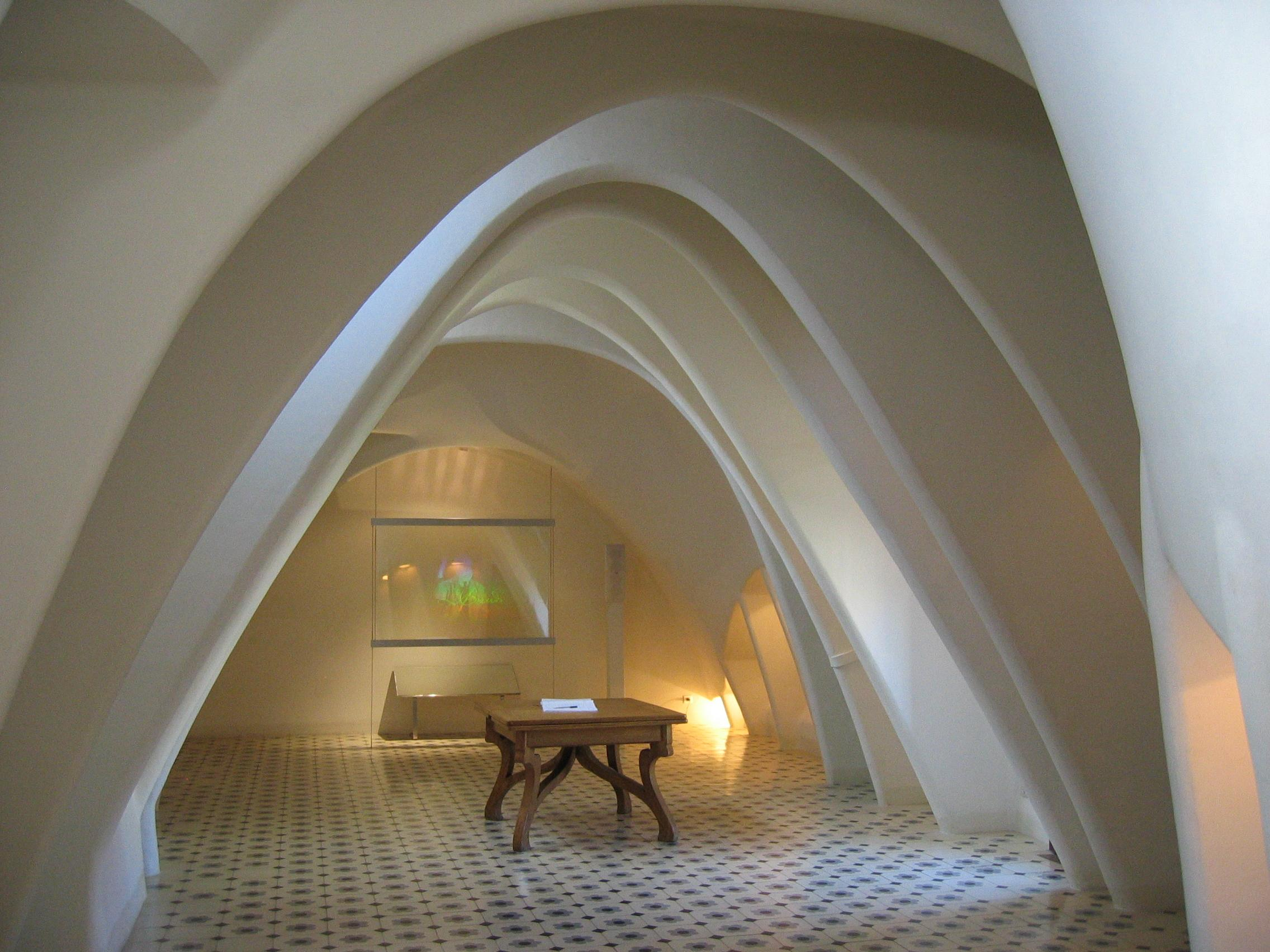
El ventre del Drac, la sala gran de les golfes

A sobre del darrer pis s'hi ubiquen unes grans golfes on Gaudí mostra l'aplicació de l'arc parabòlic com a estructura de sustentació de la coberta, una forma que també havia fet servir poc després de titular-se a les armadures en fusta de la Cooperativa Obrera Mataronesa. En aquest cas, l'arquitecte va fer servir la tècnica catalana del maó de pla, importada d'Itàlia al segle xiv.
A les golfes s'ubicaven dependències de serveis i els safareigs en una estança diàfana sota una coberta en volta catalana subjecta per 60 arcs parabòlics que semblen el costellam d'un animal enorme, distribuïts en dos llargs passadissos que envolten els patis interiors i, a la part perifèrica de l'edifici, s'ubiquen les diferents sales. A la banda de la façana hi ha una gran sala dedicada a estendre la roba i actualment coneguda com El ventre del Drac on els arcs tenen una gran amplada configurant un espai singular. Tota la planta gaudeix d'una llum que produeix extraordinaris jocs de llum i ombra.
La base del pis de les golfes, és a dir, la coberta del pis inferior, està fet de biguetes de ferro sobre les quals se sustenten les estructures de maó i ferro atirantat que formen els arcs. Aquests transmeten la càrrega als extrems de les biguetes i aquestes, en direcció vertical, als murs de càrrega. D'aquesta forma s'evita que l'estructura dels arcs transmeti les tensions cap a l'exterior. A sobre dels arcs unes voltes aparedades creen un espai diafragmàtic i unes soleres que formen el terrat.

#### Terrat
El terrat conté quatre conjunts de xemeneies de 6,10 metres d'alçada recobertes de fragments de vidre i trencadís policrom amb dibuixos florals que, com a conjunt, és un intermedi entre el bosc de xemeneies del Palau Güell (1888) i la casa Milà (1910). El seu especial disseny evita que l'aire rebufi enrere.

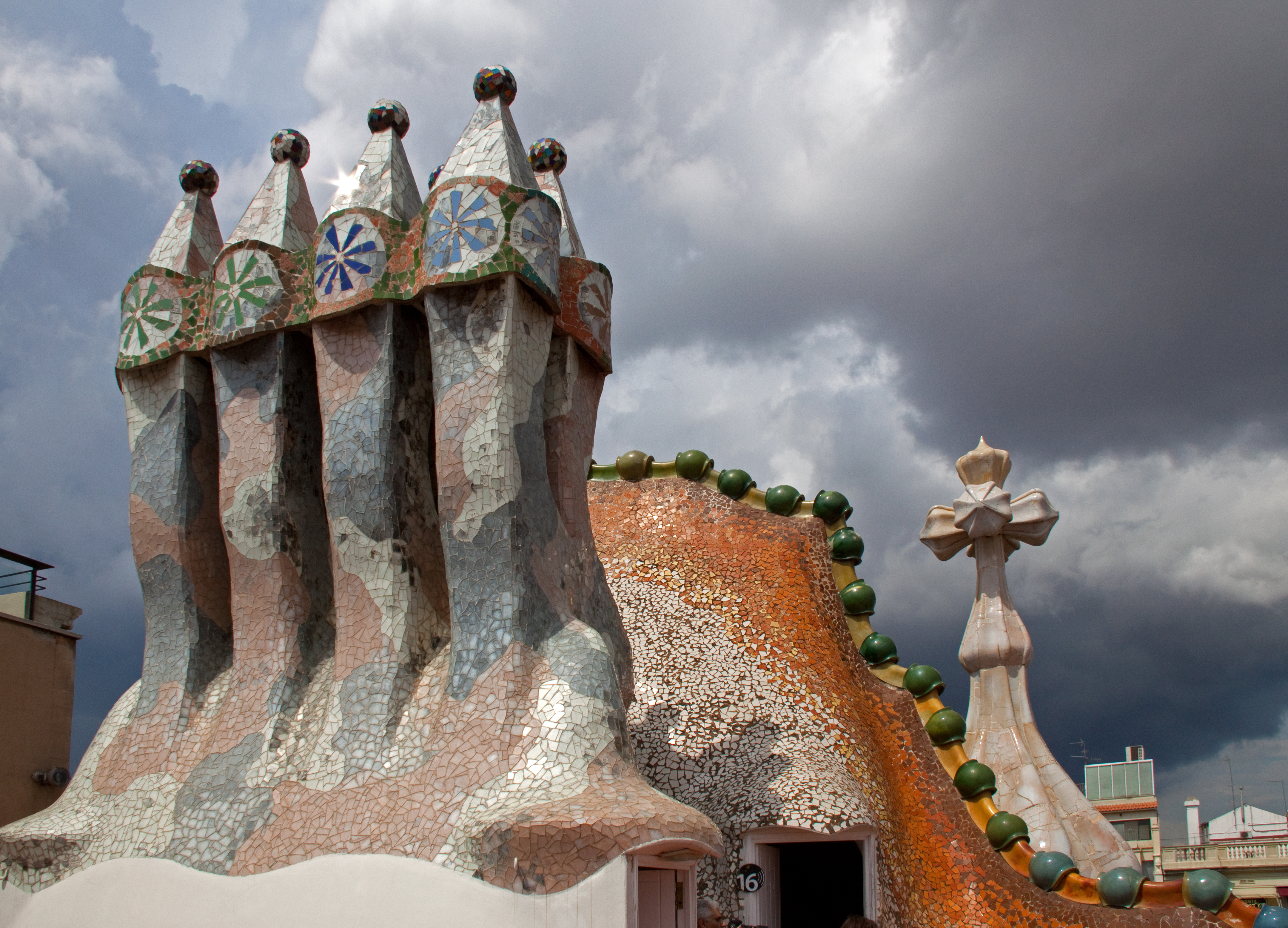
Un dels 4 grups de xemeneies coronant el badalot o sortida d'escala. Darrere hi ha el coronament en forma d'espinada de drac dins del qual s'allotjaven els dipòsits d'aigua.

El terrat de la casa Batlló, una de les més espectaculars creacions de la plàstica gaudiniana, constitueix la peça més grossa d'escultura policroma. Construït sobre els arcs parabòlics de les golfes, és un espai rectangular dividit al seu centre per les lluernes dels patis interiors. A la part davantera hi ha una gran sala on estaven instal·lats els dipòsits d'aigua i que coincideix amb la part més elevada de la façana. Amb aquest disseny Gaudí aconseguia donar un sentit estètic —l'esquena ondulada i escatada del drac— a un requisit funcional de l'època en què l'aigua corrent estava falta de pressió suficient per donar les condicions de confort exigides. Si la visió exterior del coronament simulava les escates d'un drac, el costat interior que fa de barana del terrat sembla la closca d'un cranc amb uns colors degradats del taronja fort fins al blanc.
Les xemeneies del terrat s'agrupen com si fossin mànecs de bolets amb un petit gir salomònic que li imprimeix un dinamisme i expressivitat pròpia d'una escultura. Cadascuna de les sortides de fum, de perfil quadrat, està coberta per una cuculla de volum piramidal molt agut, amb un fort pendent que permet repartir l'aigua de la pluja, alhora que evoca el cim dels obeliscs commemoratius. A la punta porten unes esferes que fan rebotar les gotes de pluja, una figura que recorda les olles que es posen al capdamunt dels pals dels pallers. Originalment, aquestes boles eren de vidre i estaven plenes de sorra de colors; a la restauració del 1983 es varen substituir per les actuals de ciment i vidre incrustat. Les xemeneies estan decorades i, alhora, protegides per un trencadís policrom de vidres i ceràmica amb una qualitat tonal aquosa, que recorda els núvols, la pluja… En total hi ha vint-i-sis xemeneies distribuïdes en quatre grups: un primer grup amb vuit xemeneies darrere de la sala dels dipòsits d'aigua, és a dir, darrere del coronament de la façana; un segon grup amb vuit sortides situat prop de la façana posterior de l'edifici, quasi especular amb el primer grup amb el celobert dels patis entre tots dos grups; el tercer grup amb sis més al costat mar, prop de la casa Amatller, a mitjan camí entre la façana i el fons; un quart grup amb quatre xemeneies al mateix nivell que aquest darrer, però al costat muntanya, actualment adherides a la casa veïna d'ençà que hi varen aixecar dos pisos addicionals.

### Innovacions

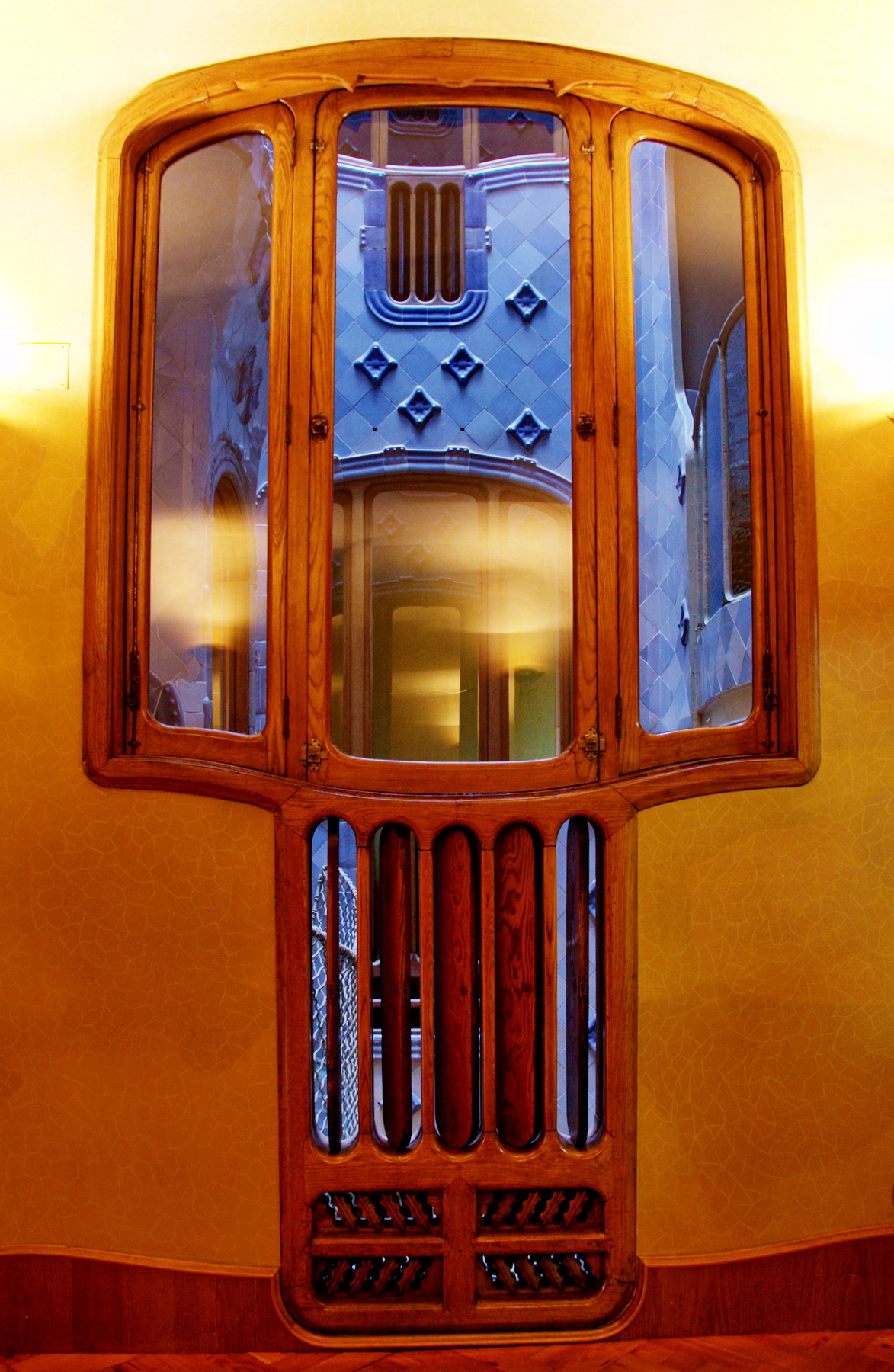
finestra interior amb el sistema de ventilació

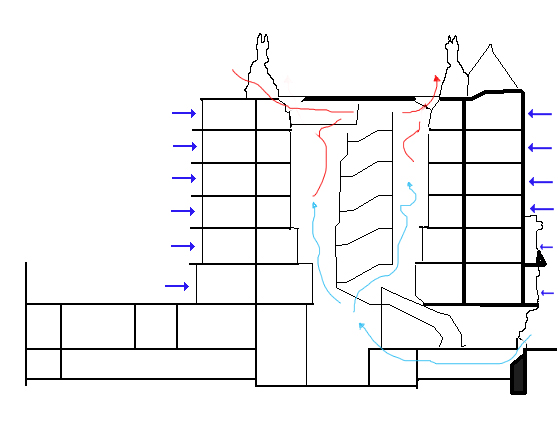
Esquema de ventilació natural de l'edifici

Gaudí concep l'edifici com la naturalesa, és a dir, com un organisme viu, on cada element és viu i compleix una funció que, lluny de ser merament passiva, com els contraforts gòtics, és dinàmica. És a dir, és alhora part sustentada i sustentant de l'obra que, per damunt de tot, és una unitat. Una arquitectura orgànica, que al segle xx va ser provada per Le Corbusier i els funcionalistes. Les formes de Gaudí han triomfat al món del disseny i estan relacionades amb la física indeterminista, amb el principi de Werner Heisenberg.
Segons Oriol Bohigas Gaudí no es plantejava mai l'objectiva racionalitat de l'estructura, sinó que, a partir d'un criteri constructiu preestablert, determinava aquella forma que amb major dramatisme expressés la vicissitud i les dificultats de la construcció; «…amb un gust per la complexitat d'espais i volums i un desig de sacrificar el pla per l'espai orgànic», esdevenint una interferència d'espais que difumina els límits de l'edifici. Aquesta tendència és especialment marcada a la casa Batlló, on tribunes i balcons esborren la frontera entre interior i exterior.
Gaudí es distingeix per diverses disposicions constructives i espacials que cerquen l'obtenció d'un ambient confortable, especialment amb tot allò relacionat amb la ventilació natural, potser seguint els ensenyaments de Viollet-le-Duc a Les Entretiens. Si al Palau Güell havia experimentat aquestes tècniques, serà a la Batlló on les va desenvolupar a bastament. L'autor va plantejar aquesta obra amb uns criteris que es podrien considerar, en termes actuals, d'arquitectura ecològica en el tractament de la llum i de la ventilació. Pel que fa a la il·luminació ja s'ha descrit com va dotar d'una llum especial les habitacions centrals de les plantes mitjançant els patis interiors que comptaven amb una gran claraboia i un joc especial de colors a la ceràmica. També va utilitzar grans claraboies a la base dels patis i a la terrassa posterior per a il·luminar el soterrani.
La distribució dels pisos de la casa Batlló, allargassats entre façanes per a aprofitar l'efecte de la ventilació creuada, ja era típic en el disseny dels edificis de l'Eixample de Barcelona. Però Gaudí va incorporar un seguit d'obertures a les parts baixes de les finestres per tal d'aprofitar l'entrada d'aire fresc de les brises nocturnes d'estiu. La solució permet ajustar l'entrada d'aire a partir d'escletxes regulables i jocs de làmines en forma de persiana que permeten determinar el flux de circulació d'aire entre ambients. Aquestes petites escletxes també són presents a les portes interiors. El mateix Gaudí va dissenyar els mecanismes que permeten l'ajust de forma fàcil. El disseny dels patis aporta un efecte xemeneia per la convecció de l'aire calent cap a les capes superiors, on s'escapa per unes sortides al voltant de les claraboies. A més, l'escalfor de l'aire a la part alta, sota la claraboia, produeix un efecte circulatori induït que «estira» l'aire fred de les capes inferiors. Per aconseguir que arribi l'aire de la façana principal fins a la part baixa dels patis hi ha unes canalitzacions de formigó que circulen pel soterrani.
Les golfes tenien la funció d'espai de serveis per fer la bugada i estendre la roba per a eixugar-la. Resultava, per tant, imprescindible comptar amb una bona ventilació. Gaudí ho resolgué construint dues escales que comuniquen aquesta planta i el terrat, una a cada extrem de la planta. Amb aquesta separació aconsegueix forçar una ventilació creuada. A més, les estances estan rodejant els patis interiors amb els quals tenen una petita connexió a la part superior, aconseguint l'entrada d'aire fred que garanteix la ventilació.

### Simbologia

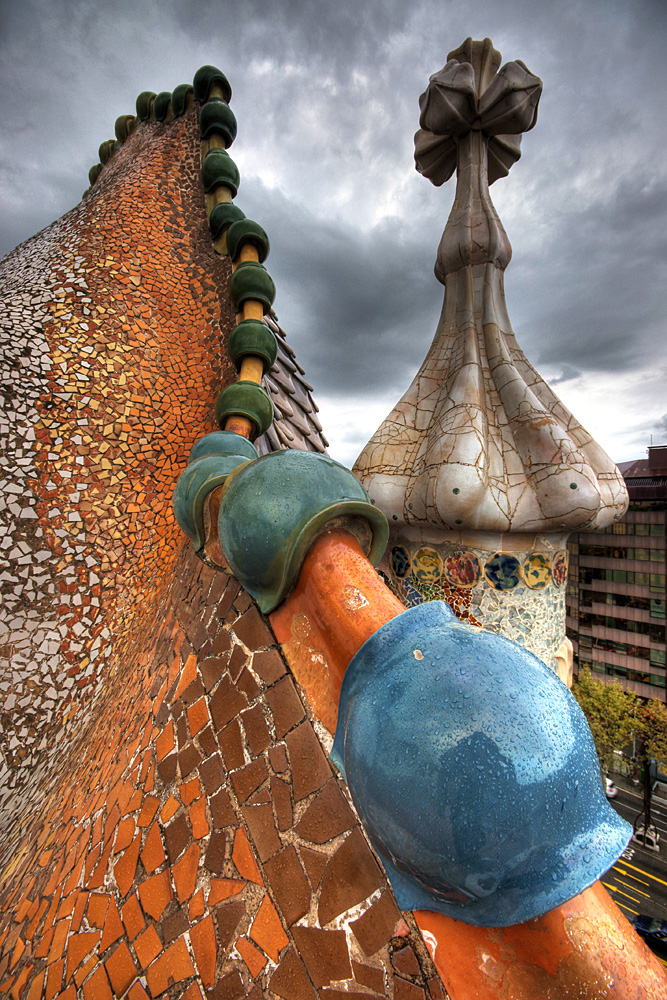
Creu i detall de la teulada, amb les peces que semblen colzeres d'armadura

L'edifici com a conjunt s'inspira en un ambient marí, un enigma submarí. La visió naturalista de l'autor explica aquesta tesi amb un destacat domini del blau del mar i l'ocre de les roques. Un blau que apareix vinculat a la decoració ceràmica, que comença amb suaus tons blaus al vestíbul que enllacen, interiorment, amb els patis canviant d'intensitat i, exteriorment, amb el mar de la façana. L'escala principal s'ubica en una cova submarina que condueix a un pis noble que es configura com el gran refugi submarí, com una peixera des de la qual s'observa o ens observen, com un submarí que ens permet aïllar-nos i protegir-nos. Un interior en què les formes arrodonides de portes i finestres evoquen les comportes interiors d'una nau i on les talles de les portes de roure presenten un mostrari de serps marines, fòssils i formes de la natura.
La vinculació naturalista de l'edifici amb un ésser viu porta Gaudí a utilitzar símils en funció del treball mecànic realitzat. Als suports llargs fa servir formes que recorden l'húmer o el fèmur; les bases i capitells dels pilars recorden vèrtebres; les balustrades dels balcons del primer pis són falanges i les reixes convexes, turgents, fetes amb passamans de ferro que protegeix els òculs dels balcons de ferro recorden les costelles.
A falta de documentació directa de Gaudí, el significat de les formes i colors de la façana ha tingut diverses interpretacions, totes elles prou versemblants. La semblança de les baranes dels balcons amb màscares de festa convida a veure paperets de confeti en la policromia de la façana. L'ondulant tapís policrom amb dominància dels colors verd i blau té sense dubte una simbologia aquàtica, que va de la llacuna de nenúfars d'inspiració monetiana a les transparents aigües de la Costa Brava.
La interpretació de Lluís Permanyer apunta a una visió menys profana i més èpica que les anteriors, i situa la simbologia al voltant de la lluita de sant Jordi contra el drac, representant del mal, l'espinada del qual conforma el perfil superior de la façana principal de l'edifici. La torre seria la llança que es clava en el drac, l'edifici; una llança coronada per una creu que simbolitza l'ensenya de Sant Jordi i amb les inicials de la Sagrada Família inscrites, símbol inequívoc del triomf de la religiositat i del bé. Les escates blaves del llom del drac esdevenen vermelloses —tacades per la sang— a la banda esquerra de la torre. En aquesta interpretació els balcons són fragments de cranis i els pilars de les finestres del pis principal són els ossos de les víctimes del drac.
| Finestrals amb perfil de ratpenat                                        | El conjunt de finestres del pis principal perfila la imatge d'un ratpenat amb les ales obertes. Es tracta d'un animal vinculat a la simbologia medieval catalana popularitzat pel rei Jaume el Conqueridor a qui, segons la llegenda basada en el Llibre dels fets, li recordava un ratpenat que va evitar una desfeta de la Corona d'Aragó a la vora de Borriana i permeté la conquesta de València. Tot i així, l'origen mes versemblant d'aquest animal com a símbol rau en la víbria de la Cimera Reial de Pere el Cerimoniós. La víbria o vibra era un drac que abans coronava els escuts d'algunes ciutats importants del Mediterrani, com Palma, València i Barcelona. A partir del segle xvii la imatge de la víbria es començà a transformar arribant-se a identificar amb un ratpenat de qui va acabar per prendre la seva forma. Aquesta progressiva transformació en l'heràldica es va imposar plenament durant el segle xix, arraconant gairebé completament a la víbria. En aquell moment, amb l'impuls de la Renaixença, la imatge del ratpenat va ser abastament difosa pel moviment modernista, apareixent a les portades de publicacions periòdiques com Lo Gay Saber o Revista de Catalunya. A l'escut de Barcelona el ratpenat va aparèixer a començaments del segle xix i es va mantenir fins a ben entrat el segle xx. Així, doncs, el ratpenat com a evolució del drac alat està hagiogràficament relacionat amb la figura de sant Jordi. |
| Ull de bou del Nautilus, en una il·lustració d'Alphonse de Neuville      | Al pis principal moltes formes transporten a un món fantàstic, com si s'haguessin inspirat en mites o llibres d'aventures i expedicions tant de moda a finals del segle xix. Alguns dels animals representats o les formes interiors del pis noble semblen extretes de les il·lustracions d'Alphonse de Neuville a l'edició de 1870 de la novel·la Vint mil llegües de viatge submarí de Jules Verne. |
| La Roca Foradada a la muntanya de Montserrat                             | L'«ull del drac» format amb la petita finestra triangular s'inspira en la Roca Foradada de la muntanya de Montserrat. Gaudí, a banda del seu sentiment religiós, coneixia bé la muntanya on va fer el Primer Misteri de Glòria del Rosari Monumental de Montserrat. |
| Sostre del menjador · Esquitx                                            | La forma del cel ras del menjador del pis noble té la forma d'un esquitx amb les gotes que genera a partir de les quals es generen les ones expansives de la creació. |
| El remolí de la transformació                                            | La casa Batlló és una vanitas exposada al passeig més luxós de Barcelona i recordant, mitjançant el luxe desbordant de la burgesia, la fugacitat de totes les coses i la seva mort. D'altra banda, la mort és l'inici de la transformació, de la metamorfosi eterna com el perpetuum mobile representat pel remolí on el temps devora la matèria i la matèria retorna sempre a través del caos. Unes formes espirals com les nebuloses associades a la creació de l'univers. La forma més destacada es troba al sostre del saló del pis noble, però també es pot veure a alguns timpans de portes interiors. |
| Escala d'accés al pis noble de la casa Batlló (1904-1906) · Braquiosaure | L'escala principal és clarament l'espinada d'un animal prehistòric dins la seva cova |
| Columneta · Ossos de la cama                                             | D'entre les articulacions de les columnes en forma d'ossos que hi ha a l'exterior de la galeria del pis noble, brollen unes plantes carnoses. Gaudí al·ludeix a la regeneració constant de la creació. |
| alt1=Panot Gaudí                                                         | Gaudí va dissenyar per a la casa Batlló el panot Gaudí, un paviment hidràulic fabricat per Escofet, de peces hexagonals de color blau i motius marins que havia d'estar al terra del dormitori dels Batlló per acabar de crear un ambient marí, però finalment no es va fer servir. Apareixen representats una alga del gènere sargassum, un ammonit i un equinoderm. Tot i que ho va pagar en Batlló, Gaudí ho va recuperar i col·locar a la casa Milà. Amb el temps el panot Gaudí ha esdevingut un signe d'identitat i és el paviment de les voreres del Passeig de Gràcia. L'havia dissenyat en cera grisa en Joan Bertran, sota la supervisió de Gaudí que «retocava amb els seus propis dits», en paraules del constructor Josep Bayó. |

### Mobiliari

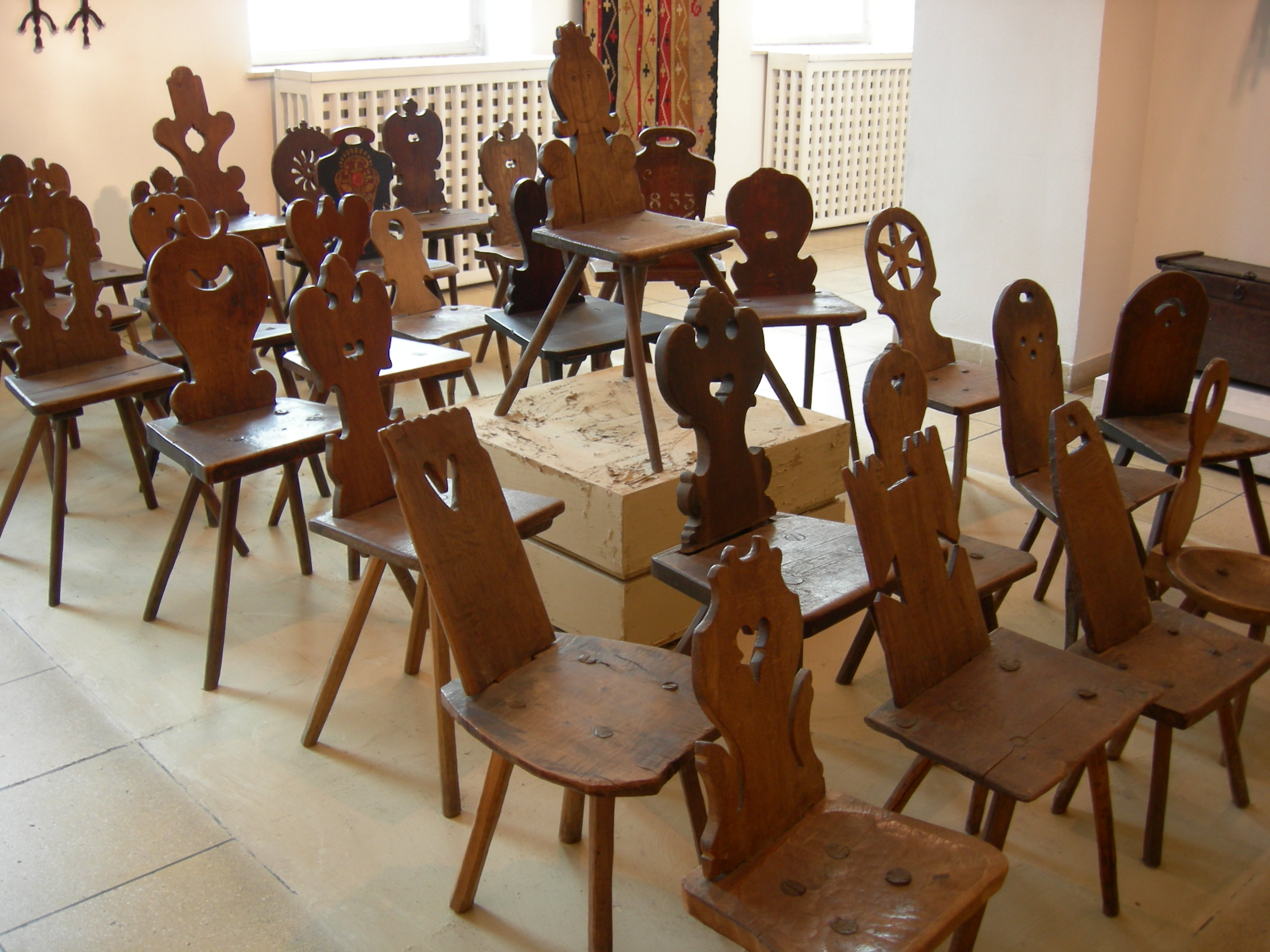
Mostres de cadires bavareses

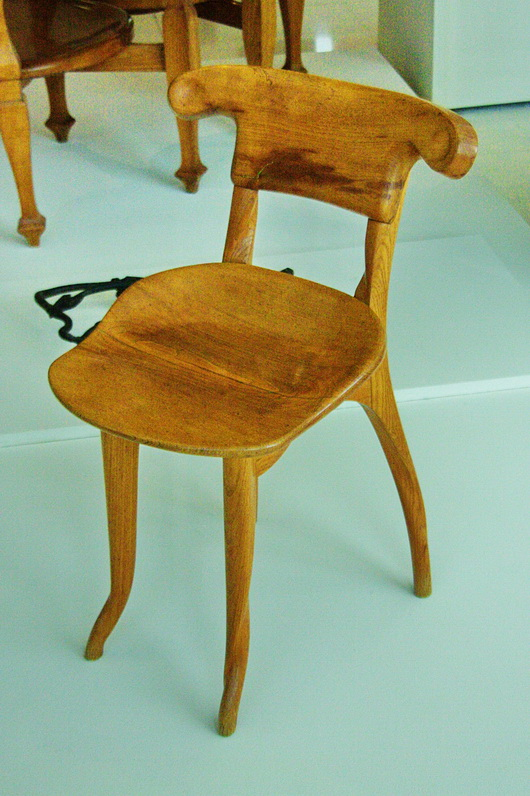
Cadira Batlló al MNAC

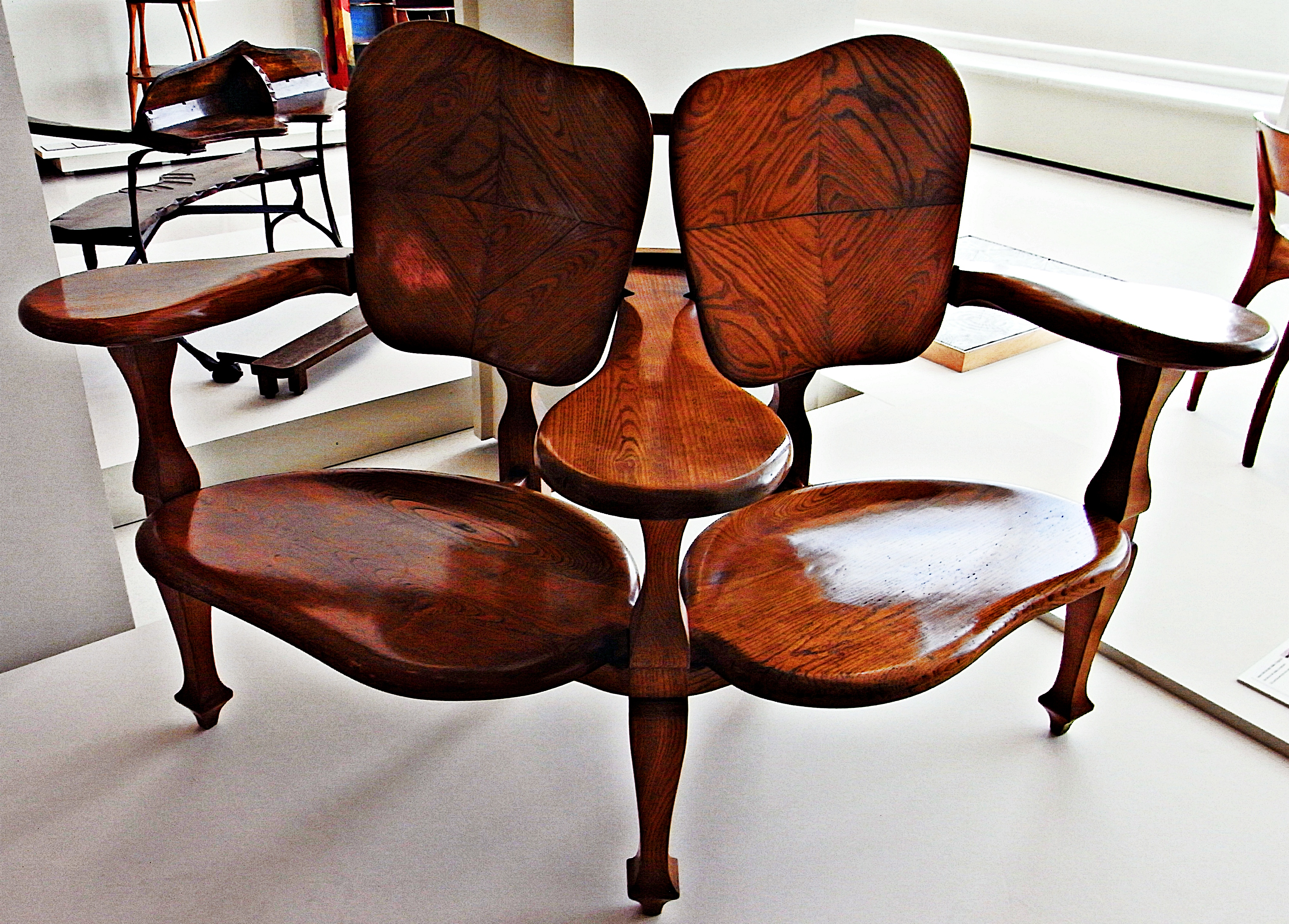
Confident de la Casa Batlló, al MNAC

Gaudí va ser un audaç dissenyador d'elements decoratius per algunes de les seves cases; va fer mobles, reixes, tiradors, espiells i altres peces decoratives. Els mobles de Gaudí són com escultures que, com la seva arquitectura, comença per un període neogòtic al voltant de finals dels anys 1870, on realitzà el que es considera el seu primer moble, la seva pròpia escrivania destruïda durant la guerra civil. En la mateixa línia és el mobiliari de les monges de Jesús i Maria i el de Comillas. Entre 1887 i 1888 fa la primera peça per a un client, una chaise longue per al Palau Güell, un moble on va substituir la tradicional estructura de fusta per una innovadora carcassa de ferro. Aquesta innovació l'aplicaria posteriorment a alguns mobles entapissats de la casa Calvet, conservant unes tapisseries voluminoses que tendeixen a un cert neorococó que, sota la denominació de style Pompadour, atreia la burgesia del moment.

Aquesta utilització del ferro i la manca de motllures rectilínies va tenir una gran influència en ebenistes del moment com Joan Busquets i Jané que ho aplicaria a la chaise longue que va fer per a la senyora Bringas el 1899.
En una segona època va fer un replantejament radical basat en l'evolució de la cadira bavaresa que s'havia posat de moda el darrer quart del segle xix. Primer va plantejar un disseny convencional pel que fa a l'estructura, però amb un arrodoniment en la unió del seient i el respatller, una solució singular desenvolupada el 1890. Però la solució més coneguda i que va desenvolupar arran dels encàrrecs de la Calvet i la Batlló consistí a plantejar el respatller i el seient en dues peces separades, una solució que engoleix els faldons de les levites i les faldilles femenines, evitant d'aquesta forma que s'aixafin, com passava anteriorment.
Les unions visibles de les potes a la cadira bavaresa fetes amb trau i metxa les va substituir per acoblaments invisibles i amb potes en forma cònica. També millorà la comoditat dels respatllers amb una concavitat obtinguda mitjançant l'acoblament angulat de diverses peces planes de fusta. Encara li afegí un altre factor diferenciador: va fer tots els mobles de roure massís, una fusta clara que reemplaçava els tons més foscs de la caoba, el palissandre, o els mobles tintats de negre molt estesos a l'ebenisteria del segle xix. Molts arquitectes coetanis seguiren aquesta tendència en una mena de reconeixement a la fusta dels mobles medievals, elogiats per Viollet-le-Duc als seus escrits.
Els mobles dissenyats per a la casa Batlló estaven originalment destinats al menjador principal. La col·lecció constava d'una taula, dos bancs dobles, un altre de tres i un conjunt de cadires. Les mides de la cadira són 74 cm d'alçada de respatller, 45 cm d'alçada de la banqueta, 52 cm d'ample i 47 cm de fons; és una mica més baixa i amb menys fons que la cadira de la cadira Calvet. Les mides del banc són 103 cm d'alçada de respatller, 45 cm d'alçada de banqueta, 170 cm d'ample i 81 de fons; era considerablement més gran que el dissenyat per a la casa Calvet.
Les seves obres realitzades per a la casa Calvet tenen formes curvilínies i alveolades, una decoració d'un vitalisme naturalista. En canvi, a la Casa Batlló, el decorativisme cedeix a l'organicisme que assimila les seves obres a un organisme viu.
Per al mobiliari de la casa Batlló l'arquitecte va plantejar un disseny inèdit fins a aquell moment, amb un tipus de seient que cerca les formes arrodonides de la morfologia humana; eliminà els entapissats i ornamentacions supèrflues de l'època i optà per la forma i el color de la fusta nua. Precursor dels dissenys ergonòmics, cerca trencar amb els repertoris acadèmics i s'avança al disseny industrial, com més tard farien altres arquitectes coetanis com Victor Horta, Mackintosh o Saarinen.
La cadira del menjador és de petites proporcions i poca altura, trencant amb els cadirams voluminosos com si es tractés de setials utilitzats en molts menjadors burgesos. Minimitza el nombre de peces que la componen que s'acoblen de forma més simple i unitària que les peces anteriors. Totes les formes són arrodonides; les potes lleugerament helicoidals amb un perfil sensiblement parabòlic.
El seient sembla que es desbordi cap als costats sota la pressió de qui s'asseu. El respatller, amb una lleugera forma còncava per encabir l'esquena, està acabat amb un travesser acabat en una mena de nanses amb un rebaixat circular com si hagués cedit davant la pressió dels dits i oferint un petit agafador que ajudi a aixecar la pesant cadira. Gaudí aconsegueix que la forma s'imposi a la matèria convertint-la en receptora de les seves qualitats. Segons Juan José Lahuerta «la matèria desapareix com a tal, queda rendida a la força de l'artista, transformada per aquesta».
La voluntat d'adaptació naturalista del mobiliari va portar a Gaudí a demanar a la senyora Batlló quantes dones i homes hi havia a la família; quan aquesta va voler saber per què l'arquitecte li va respondre que les cadires que estava dissenyant les faria diferents per adaptar-se a l'anatomia. La reacció de la senyora Amàlia va ser de rebuig frontal a la idea.
Els mobles originals es conserven al MNAC i a la Casa Museu Gaudí al Parc Güell.

## Premis
L'edifici va optar al premi del concurs anual d'edificis artístics que atorgava l'Ajuntament de Barcelona. El jurat d'aquella edició el formaven l'alcalde Domènec Sanllehy i Alrich, els regidors Albert Bastardes i Francesc Puig, el director de l'Escola de Belles Arts Leopold Soler, el president dels Mestres d'obra Joan Verdaguer, els arquitectes Joan Torras, August Font, Bonaventura Pollés i Pere Falqués; feia de secretari Carles Pirozzini. El 29 de desembre de 1907, tot i les expectatives que els seus propietaris tenien, el jurat va donar el primer premi al Col·legi Comtal de Bonaventura Bassegoda i Amigó. Aquell any el jurat va optar per la sobrietat de l'edifici de Bassegoda enfront del disseny clarament modernista amb què competia com la Casa Bonaventura Ferrer de Falqués, la casa Puget del carrer d'Ausiàs March 22 o la mateixa Casa Batlló, que potser va desconcertar a un jurat que destacava que «estava feta amb singular enginy […] i febril inventiva en una infinitat de detalls moderníssims». Aquesta derrota va ser doblement dolorosa per als seus propietaris, ja que l'any anterior el premi havia estat per a la Casa Lleó Morera de Domènech i Montaner, a la mateixa Mansana de la Discòrdia.
El primer reconeixement va ser el 1962, quan l'edifici va ser incorporat al Catàleg de Patrimoni de l'Ajuntament de Barcelona. L'any 1969 va ser declarada Monument Històric Artístic, un reconeixement de l'estat espanyol actualment anomenat Bé d'Interès Cultural. El gran reconeixement als seus valors patrimonials, però, va ser la seva inclusió al catàleg de Patrimoni de la Humanitat per la UNESCO el juliol del 2005. Una distinció que inclou a set de les obres de Gaudí.
El 2006 va rebre el premi The Best in Heritage concedit per l'Europa Nostra Awards en cooperació amb l'European Heritage Association, en reconeixement de la seva recuperació integral i recuperació del patrimoni, realitzat amb un esforç econòmic exclusivament privat.

## Galeria

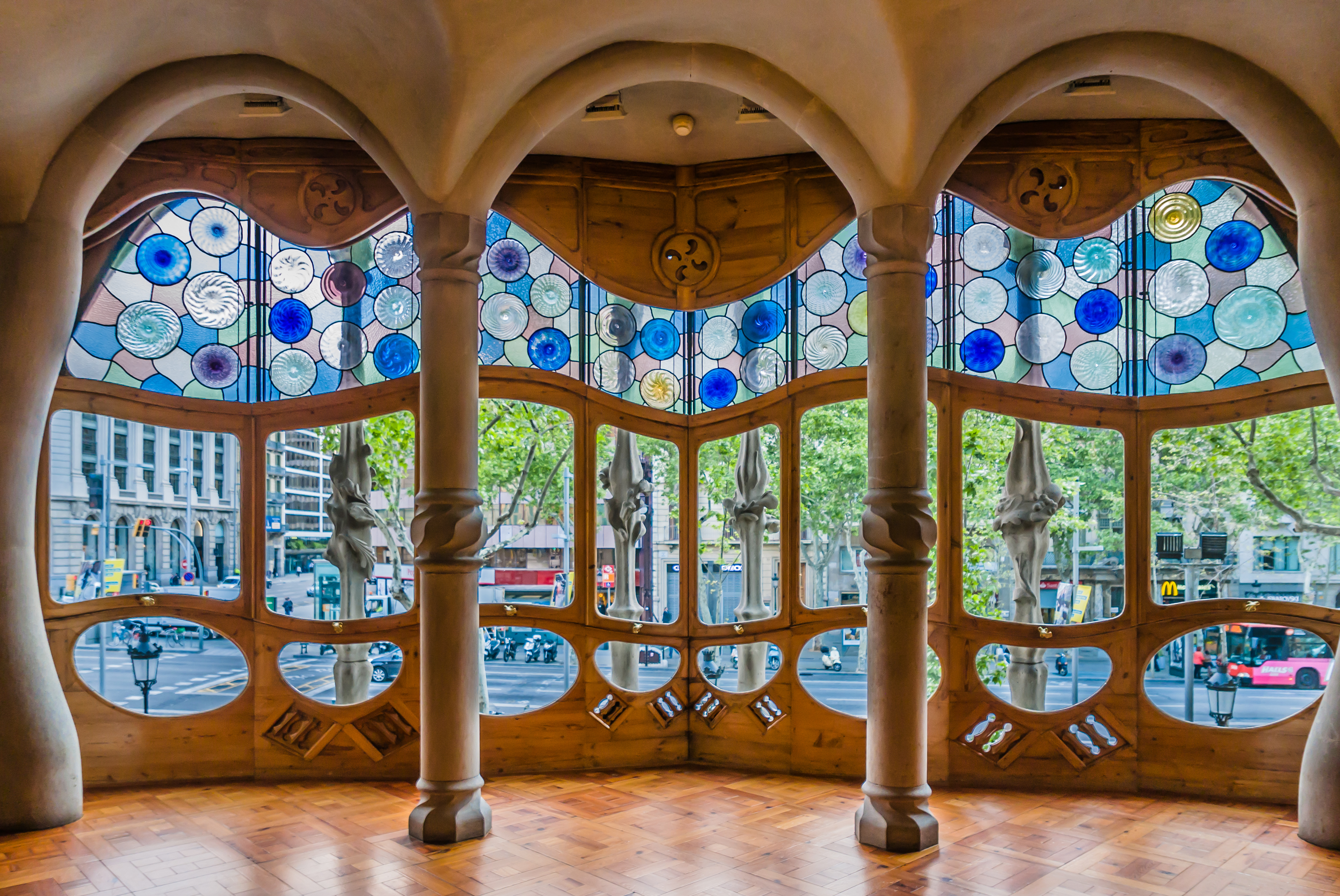
Vitralls de la Planta Noble
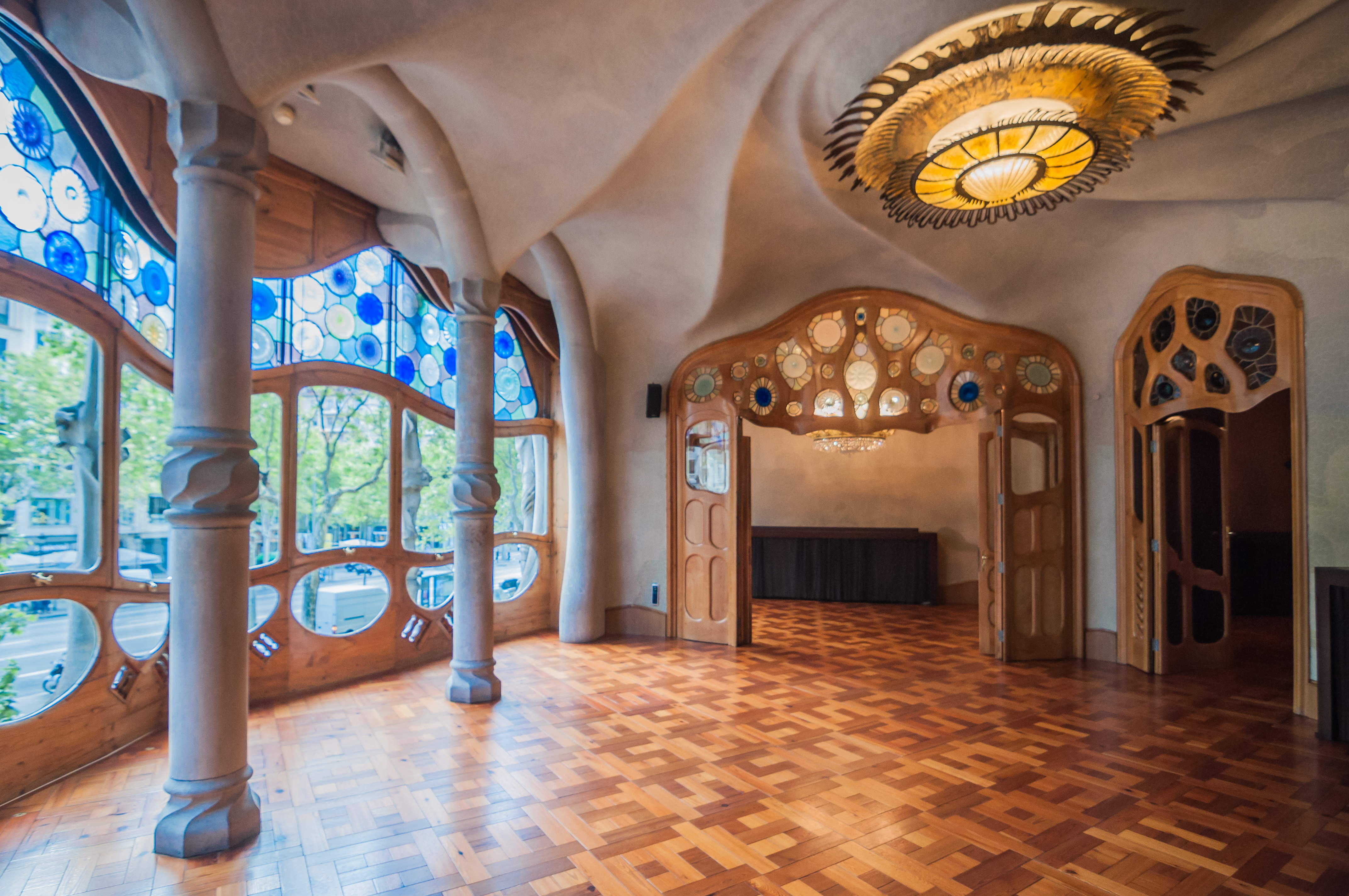
Planta Noble
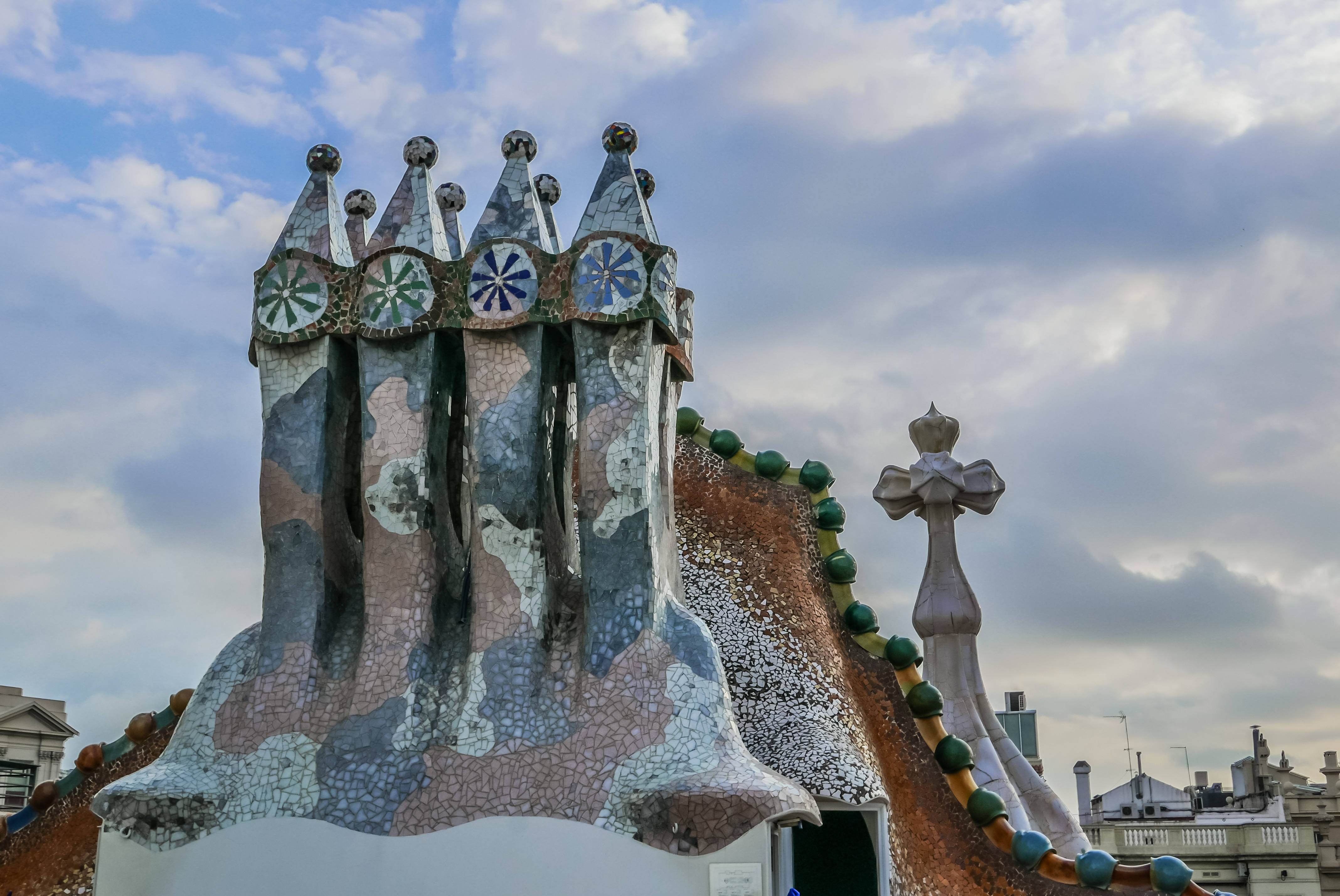
Ximeneies en forma de bolets
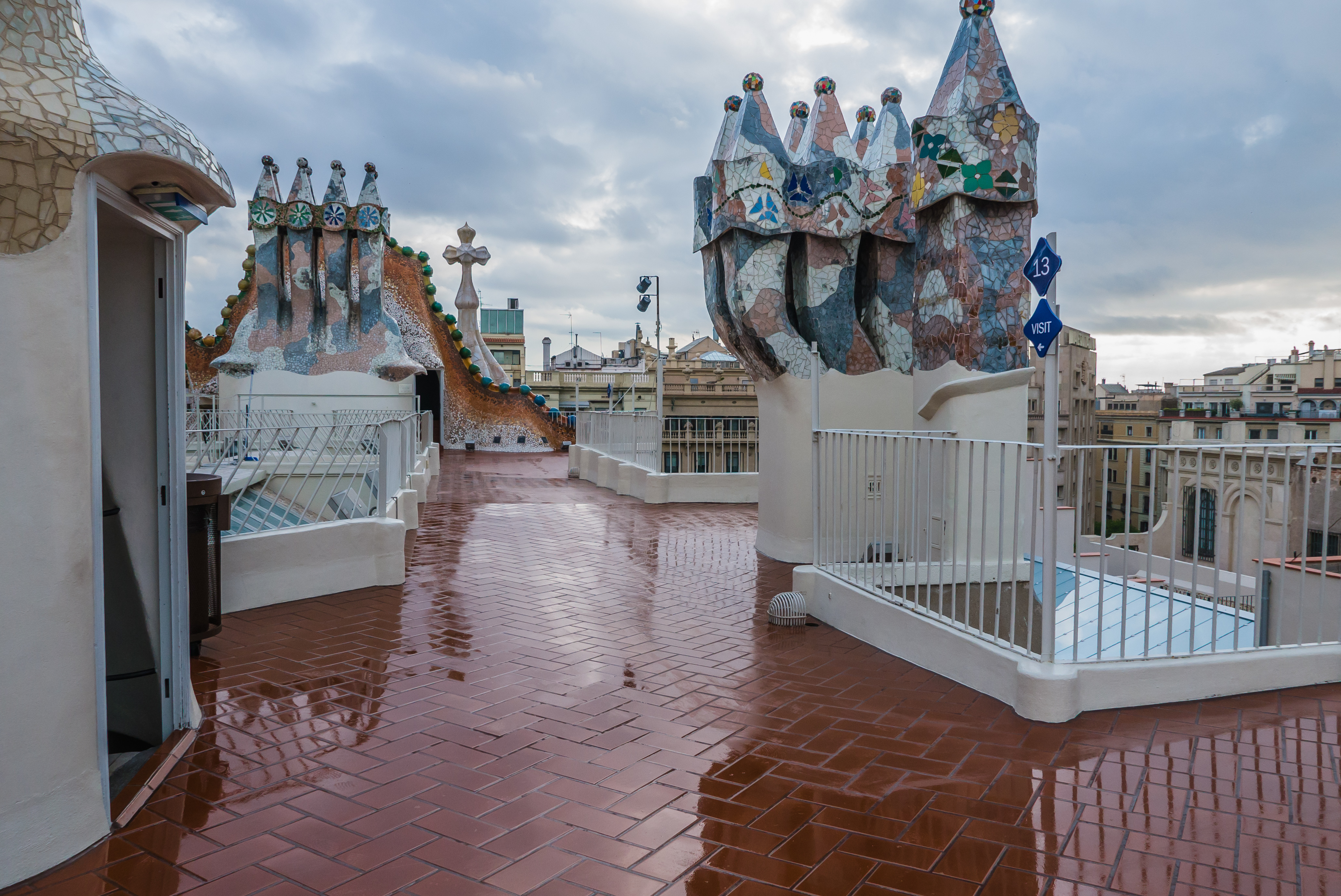
Terrat
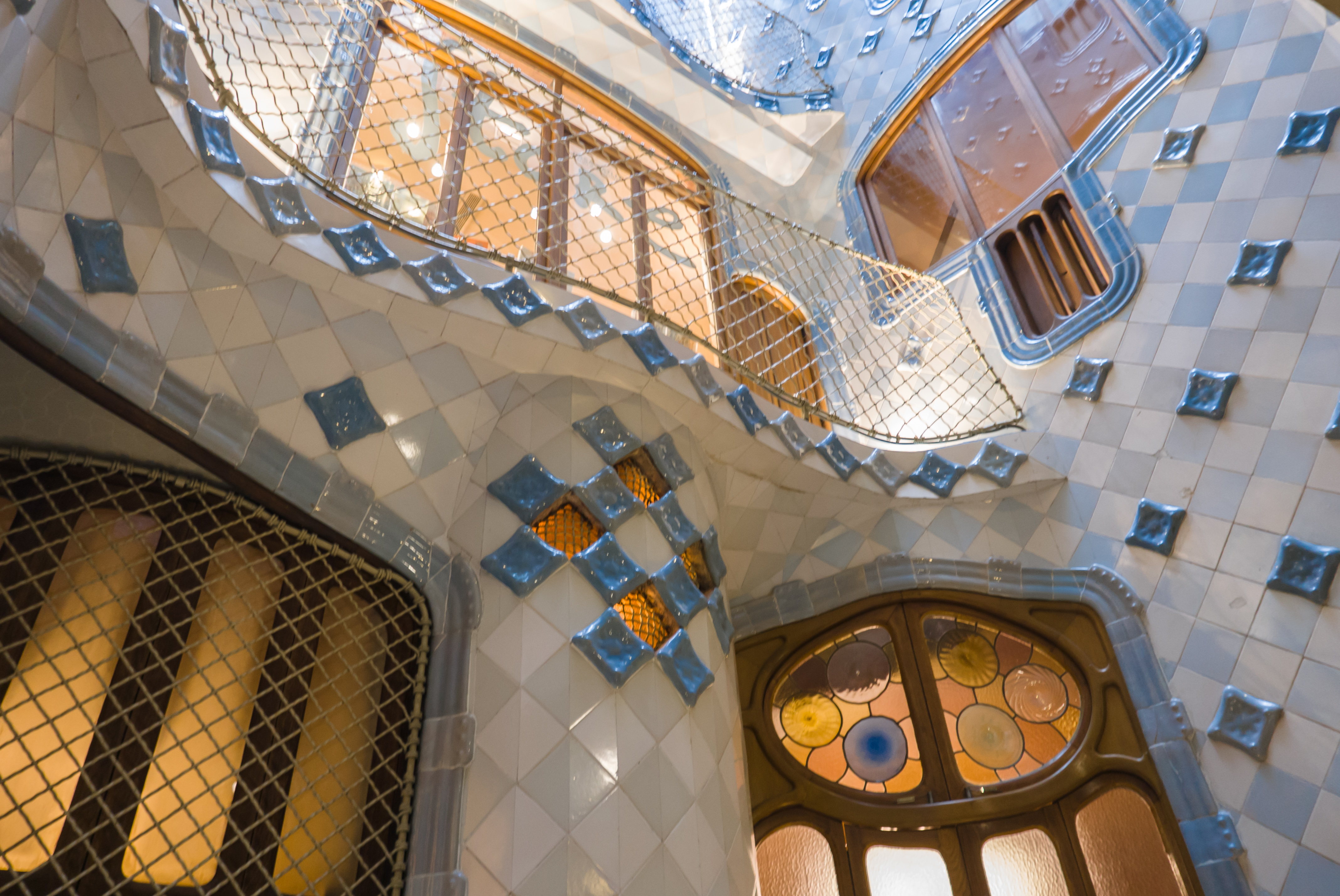
Pati interior
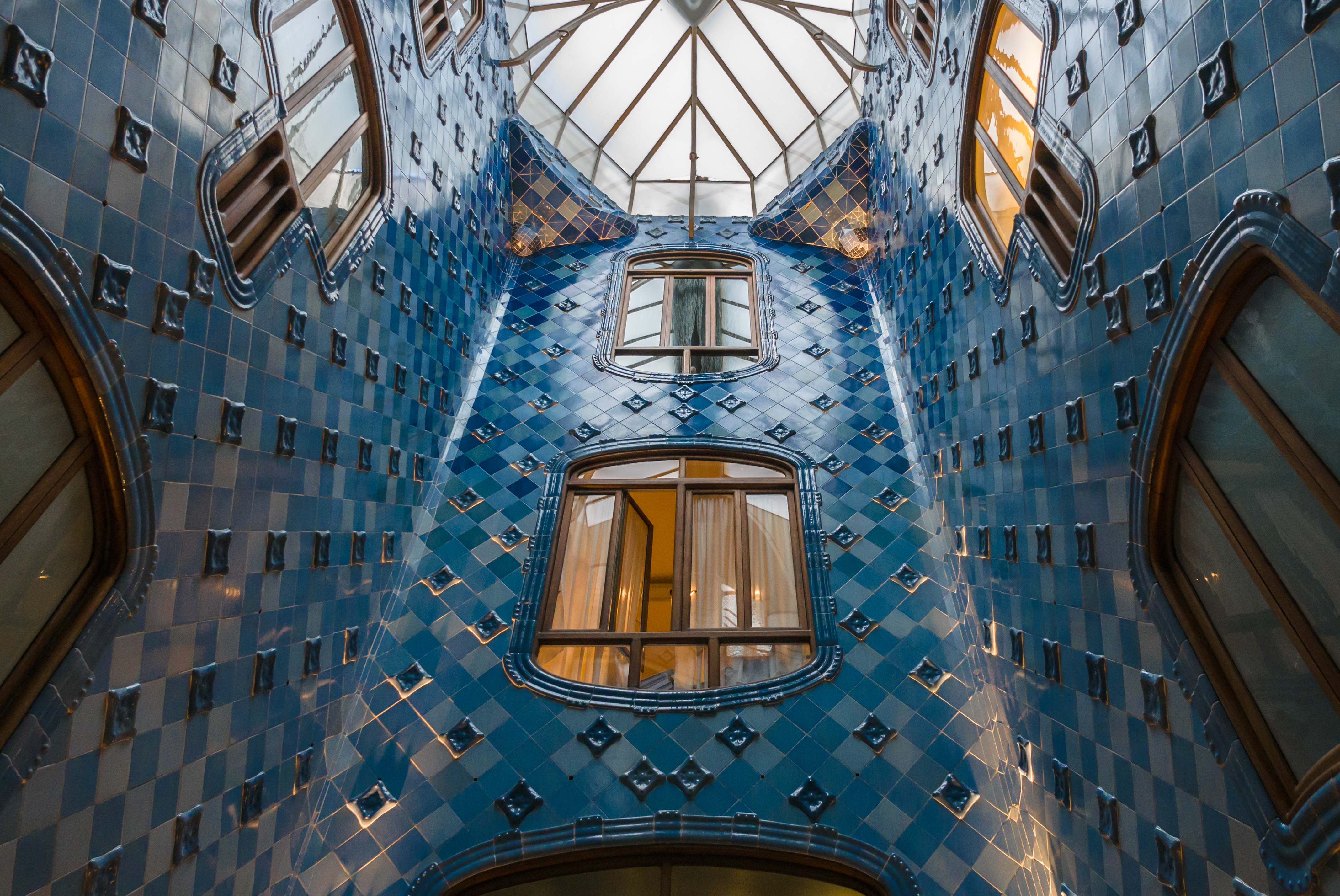
Pati interior blau
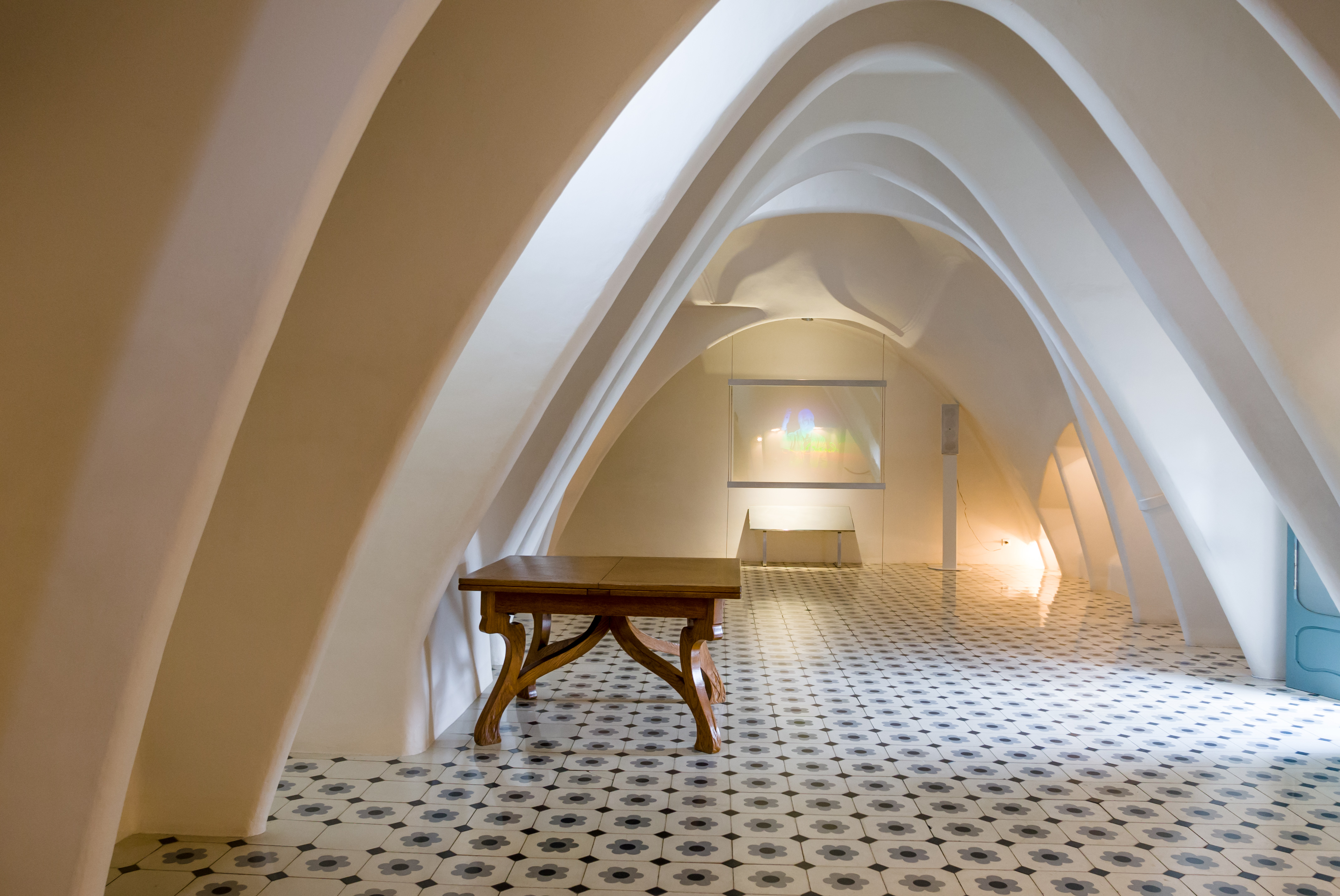
Arcs catenaris
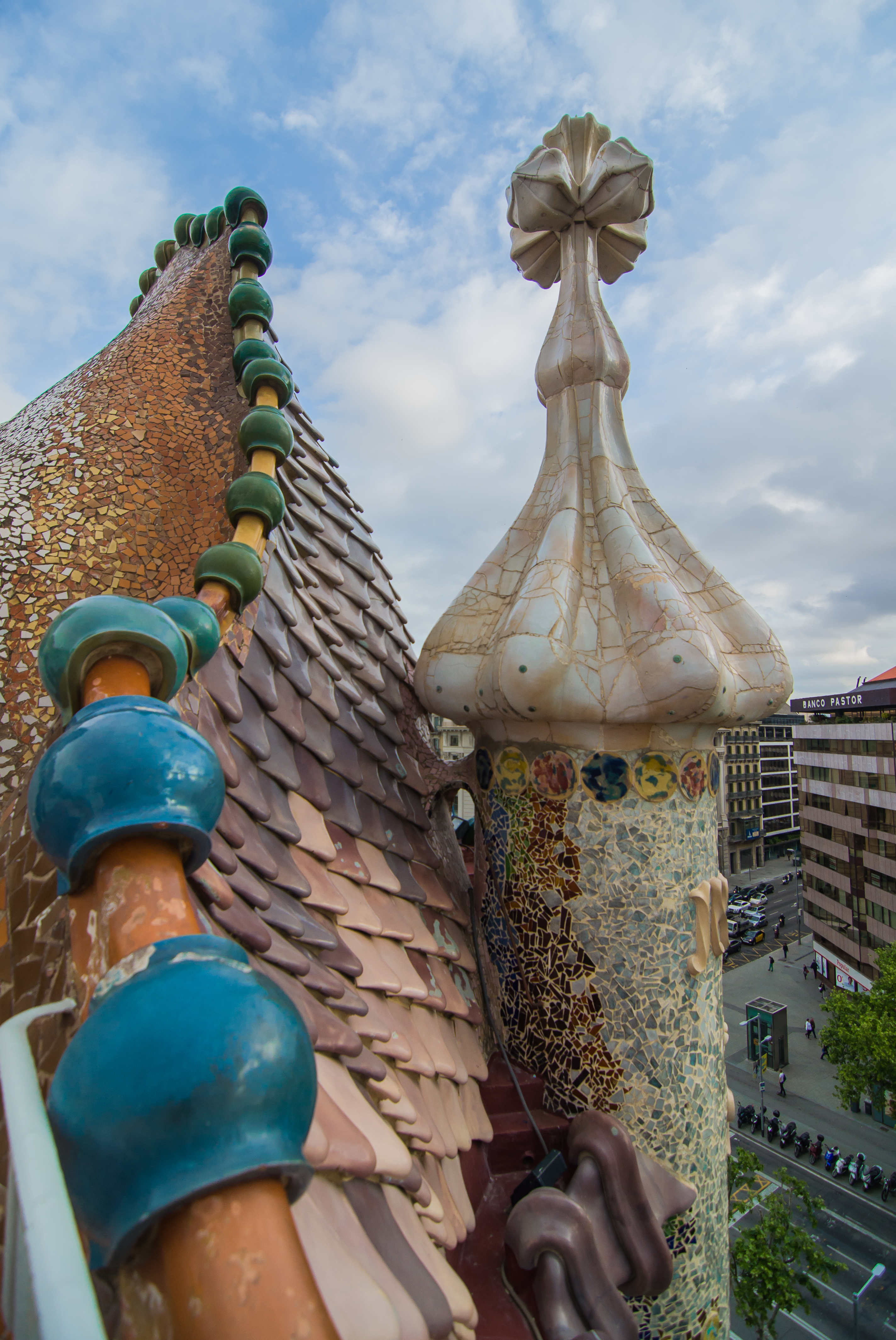
Terrat del Drac
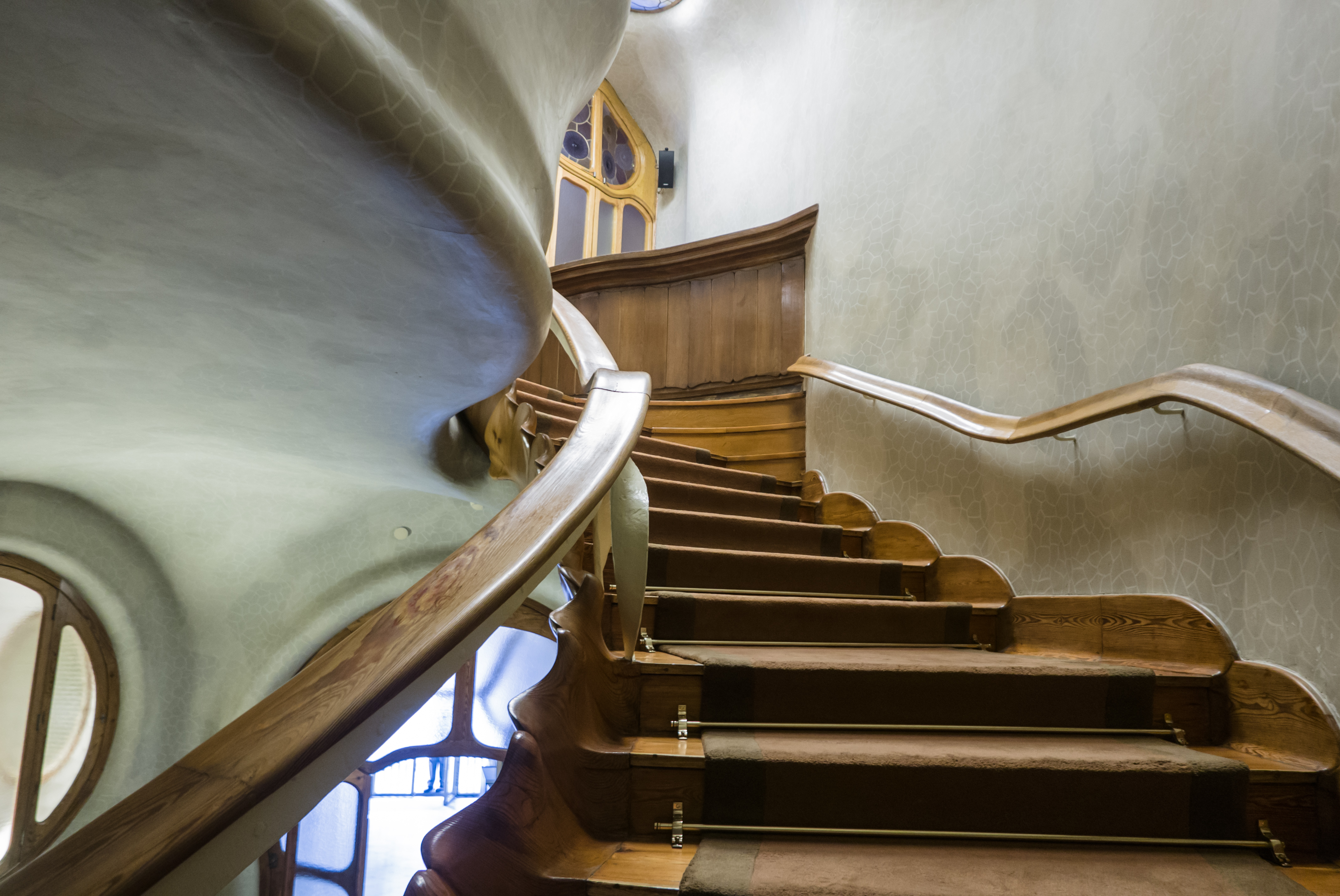
Esclaes del Drac
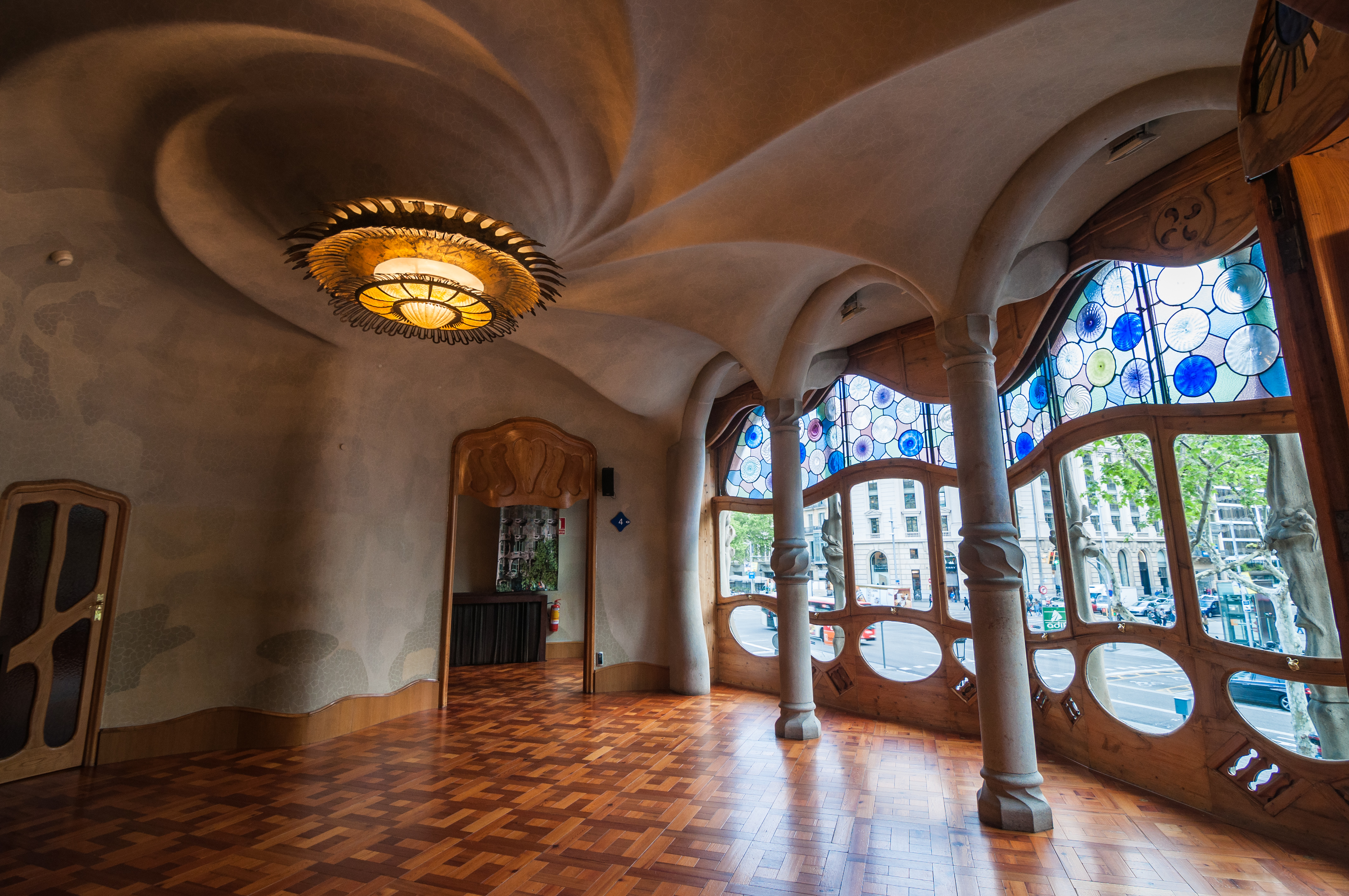
Saló Planta Noble
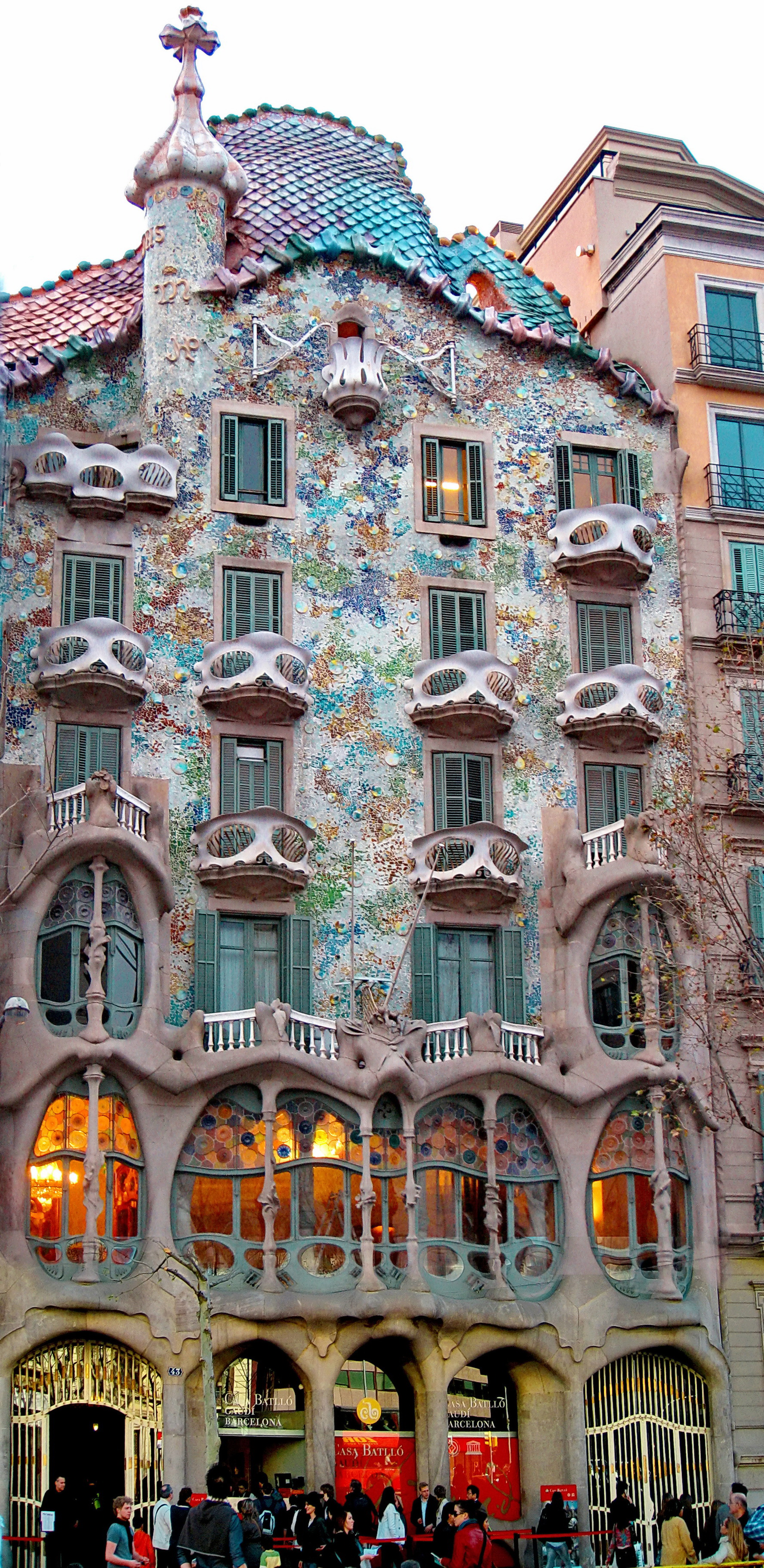
Façana
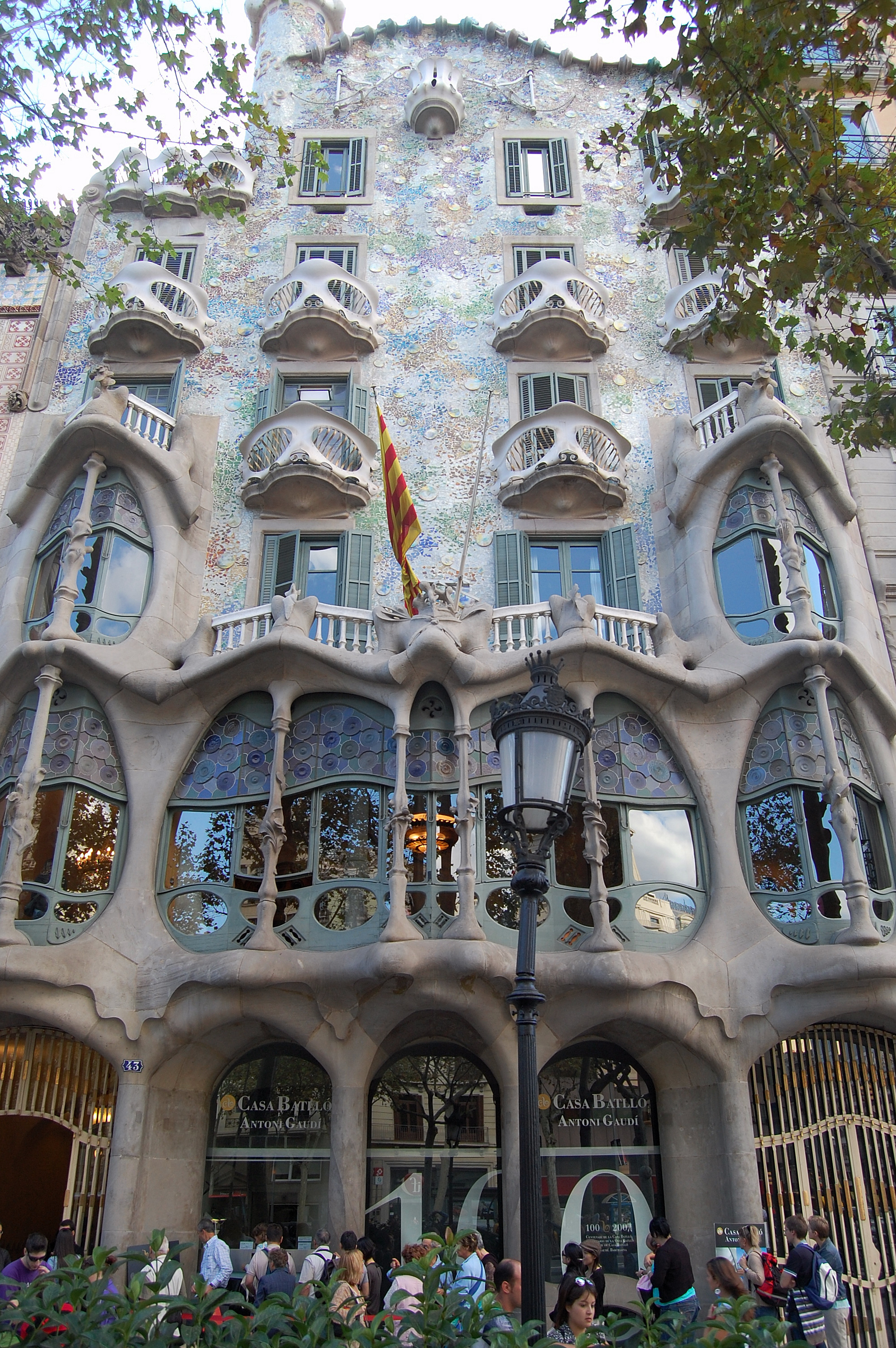
Façana